# Georg Philipp Telemann

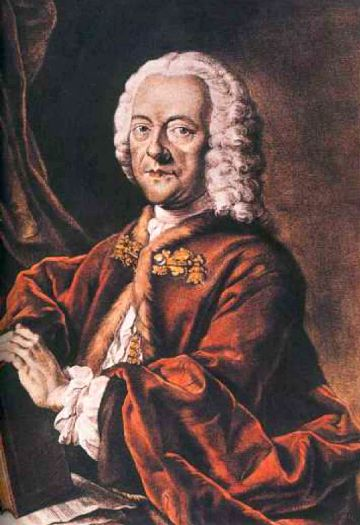
Georg Philipp Telemann, koloriertes Aquatintablatt von Valentin Daniel Preisler nach einem verschollenen Gemälde von Ludwig Michael Schneider (1750)

Georg Philipp Telemann (* 14. Märzjul. / 24. März 1681greg. in Magdeburg; † 25. Juni 1767 in Hamburg) war ein deutscher Komponist des Barock. Er prägte durch neue Impulse, sowohl in der Komposition als auch in der Musikanschauung, maßgeblich die Musikwelt der ersten Hälfte des 18. Jahrhunderts.
Georg Philipp Telemann verbrachte seine Jugendzeit ab 1697 in Hildesheim. Hier erhielt er eine Förderung, die seine musikalische Entwicklung entscheidend prägte. In den vier Schuljahren am Gymnasium Andreanum erlernte er mehrere Instrumente und hier komponierte er die Singende und Klingende Geographie. Danach erhielt er zahlreiche Aufträge für weitere Kompositionen.
Später erlernte er die Musik weitgehend im Selbststudium. Erste größere Kompositionserfolge hatte er während seines Jurastudiums in Leipzig, wo er ein Amateurorchester gründete, Opernaufführungen leitete und zum Musikdirektor der damaligen Universitätskirche aufstieg. Nach kurzzeitigen Anstellungen an den Höfen von Sorau und Eisenach wurde Telemann 1712 in Frankfurt am Main zum städtischen Musikdirektor und zum Kapellmeister zweier Kirchen ernannt, daneben begann er mit der Veröffentlichung von Werken im Selbstverlag. Ab 1721 besetzte er als Cantor Johannei und Director Musices der Stadt Hamburg eines der angesehensten musikalischen Ämter Deutschlands, wenig später übernahm er die Leitung der Oper. Auch hier stand er weiterhin mit auswärtigen Höfen in Verbindung und veranstaltete für die städtische Oberschicht regelmäßige öffentliche Konzerte. Mit einem achtmonatigen Aufenthalt in Paris 1737/38 erlangte Telemann endgültig internationalen Ruhm.
Telemanns musikalischer Nachlass ist außerordentlich umfangreich und umfasst alle zu seiner Zeit üblichen Musikgattungen. Typisch für Telemann sind gesangliche Melodien und einfallsreich eingesetzte Klangfarben. Die Instrumentalwerke sind oftmals stark von französischen und italienischen, gelegentlich auch folkloristischen polnischen Einflüssen geprägt. Im Zuge des gewandelten kulturgeschichtlichen Ideals wurde Telemanns Schaffen im 19. Jahrhundert kritisch betrachtet. Die systematische Erforschung des Gesamtwerks begann erst in der zweiten Hälfte des 20. Jahrhunderts und dauert aufgrund seines großen Umfangs an.

## Leben

### Kindheit und Jugend

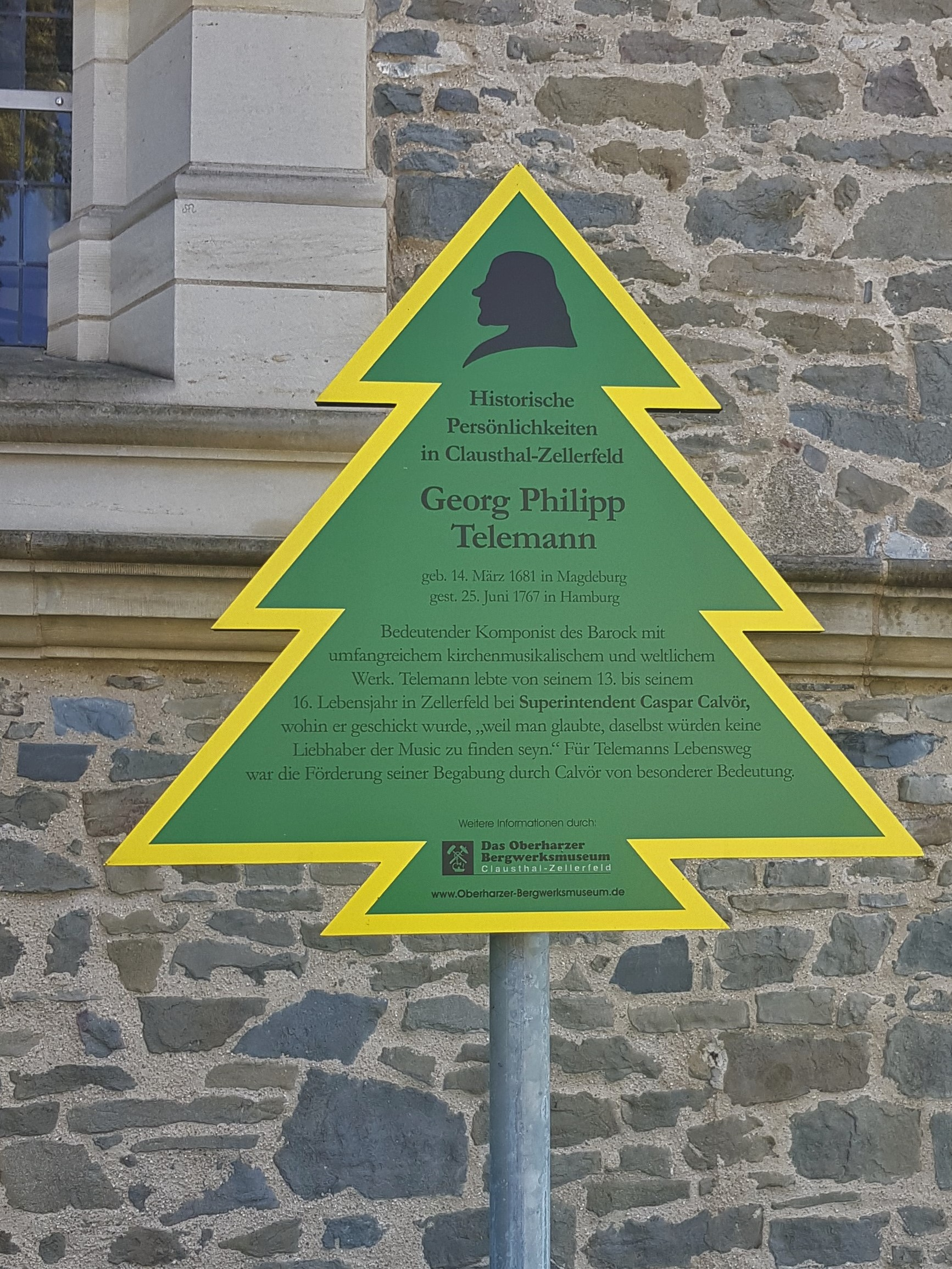
Dennert-Tanne Georg Philipp Telemann bei der Kirche St. Salvatoris in Zellerfeld

Georg Philipp Telemann stammte aus einer gebildeten Familie; sein Vater und noch weitere Vorfahren hatten Theologie studiert. Direkter Bezug zur Musik findet sich in der Familiengeschichte jedoch sehr wenig. Immerhin war Telemanns Urgroßvater väterlicherseits, Heinrich Thering (um 1568–1644) zeitweilig Kantor gewesen.
Georg Philipp wurde in der Heilig-Geist-Kirche getauft. Sein Vater, Heinrich Telemann, der von 1668 bis 1676 Pastor in Hakeborn und später Diakon an Georg Philipps Taufkirche gewesen war, starb am 17. Januar 1685, erst 39 Jahre alt. Die Mutter, Johanna Maria Haltmeier (1642–1711), die vier Jahre älter war als ihr Ehemann, stammte ebenfalls aus einem Pastorenhaus. Von den sechs Kindern des Ehepaars erreichten nur Georg Philipp als jüngster Sohn sowie der 1672 geborene Heinrich Matthias Telemann das Erwachsenenalter. Dieser Bruder starb 1746 als evangelisch-lutherischer Pastor in Wormstedt bei Apolda.
Der junge Georg Philipp besuchte das Gymnasium der Altstadt (heute: Domgymnasium Magdeburg) und die Schule am Magdeburger Dom. Besonders in Latein und Griechisch wies der Schüler gute Leistungen auf.
Da öffentliche Konzerte zur damaligen Zeit in Magdeburg noch unbekannt waren, ergänzte die in der Schule aufgeführte weltliche Musik die Kirchenmusik. Telemann berichtete in seinen Autobiographien über den Beginn seiner musikalischen Tätigkeiten im schulischen Kontext: In den kleineren Privatschulen, die er besuchte, erlernte er im Selbststudium unterschiedliche Instrumente wie Geige, Blockflöte und Cyther, bei einem Organisten das Spiel am Tasteninstrument. Zudem begann er, seine ersten Stücke zu komponieren. Die Altstädtische Schule hatte für die Musikpflege der Stadt große Bedeutung. Erste fundierte musikalische Erfahrungen verdankte er dort dem Kantor Benedikt Christiani. Bereits nach wenigen Wochen Gesangsunterricht war der damals zehnjährige Telemann in der Lage, den lieber komponierenden als unterrichtenden Kantor in den Oberklassen zu vertreten. Abgesehen von einer zweiwöchigen Unterweisung im Klavierspiel erhielt er keinen weiteren Musikunterricht.
Mit nur zwölf Jahren komponierte Telemann seine erste Oper, Sigismundus, auf ein Libretto von Christian Heinrich Postel. Um Georg Philipp von einer musikalischen Karriere abzubringen, beschlagnahmten seine Mutter und Verwandten alle seine Instrumente und schickten ihn Ende 1693 oder Anfang 1694 zur Schule nach Zellerfeld. Wahrscheinlich wussten sie nicht, dass der dortige Superintendent Caspar Calvör sich in seinen Schriften intensiv mit Musik beschäftigte und Telemann förderte. Calvör hatte mit Telemanns Vater die Universität von Helmstedt besucht. Er ermutigte Telemann, die Musik wieder aufzunehmen, jedoch auch die Schule nicht zu vernachlässigen. Wöchentlich komponierte Telemann nun Kirchenmusik sowie für die Stadtpfeifer Kompositionen für die Unterhaltung.
1697 oder 1698 wurde Telemann Schüler des Gymnasiums Andreanum in Hildesheim unter dem Direktor Johann Christoph Los, der Telemann zur Vertonung seines Textes Singende Geographie anregte, die einzige aus Telemanns Frühzeit erhaltene Komposition. Telemann vervollkommnete seine musikalische Ausbildung und lernte größtenteils als Autodidakt „Clavier“, Barockvioline, Gambe, Traversflöte, Oboe, Schalmei, Kontrabass und Bassposaune. Daneben komponierte er Vokalwerke für das Schultheater. Weitere Kompositionsaufträge für den Gottesdienst des St.-Godehardi-Klosters erhielt er vom jesuitischen kirchenmusikalischen Direktor der Stadt, Pater Crispus. Telemann wurde auch durch das Musikleben in Hannover und Braunschweig-Wolfenbüttel beeinflusst, wo er mit dem französischen und italienischen Stil in Berührung kam. Als Vorbilder jener Zeit nannte er Rosenmüller, Corelli, Caldara und Steffani.
Da man auf Eigenaussagen des Komponisten angewiesen ist, ist eine genaue Einschätzung von Telemanns musikalischer Bildung nicht möglich. Die Selbstinszenierung als Autodidakt sollte die „Natürlichkeit“ seines neuen „‚Ton[s]‘ des Komponierens“ unterstreichen.

### Studienjahre in Leipzig
1701 beendete Telemann seine Schulausbildung und schrieb sich an der Universität Leipzig ein, die damals einen für die frühe deutsche Aufklärung typischen „urbanen Zuschnitt“ erhielt, der sich als „vernünftelnd, elegant und mäßig“ charakterisieren lässt. Unter dem Druck seiner Mutter nahm er sich vor, wie vorgesehen Jura zu studieren und sich nicht mehr mit der Musik zu beschäftigen, wie er in seiner Autobiografie versicherte. Auf dem Weg nach Leipzig hielt Telemann in Halle, um den damals sechzehnjährigen Georg Friedrich Händel zu treffen, mit dem er eine Freundschaft begründete. Telemann schrieb, dass er seine musikalischen Ambitionen zunächst vor seinen Kommilitonen verheimlicht habe. Angeblich fand jedoch Telemanns musikbegeisterter Zimmerkamerad dank eines Zufalls eine Komposition unter dessen Handgepäck, die er am folgenden Sonntag in der Thomaskirche aufführen ließ. Daraufhin wurde Telemann von Bürgermeister Franz Conrad Romanus beauftragt, zwei Kantaten pro Monat für die Kirche zu komponieren.
Wahrscheinlich 1703 gründete er ein Collegium musicum, das auch als Opernorchester diente. Im Gegensatz zu ähnlichen studentischen Einrichtungen dieser Art blieb das Collegium nach Telemanns Weggang bestehen.
Zumindest von Neujahr 1703 bis Ostern 1705 war Telemann Leiter des Opernhauses, für das er Bühnenwerke komponierte und wo er Opern anderer Komponisten aufführte. Auch trat er, wie schon als Kind, in seinen Opern als Sänger auf. Da der Erfolg des Opernunternehmens zur Folge hatte, dass die Studenten der Kirchenmusik fernblieben, reichte der Thomaskantor Johann Kuhnau Beschwerde beim Rat ein. Dies konnte Telemanns Karriere jedoch nicht bremsen: 1704 wurde er nach erfolgreicher Bewerbung von der Neukirche als Musikdirektor eingestellt. Die damit verbundene Organistenstelle gab er allerdings nach der Einweihung der neuen Orgel am 7. September an Studenten ab.
Telemann unternahm von Leipzig aus zweimal Reisen nach Berlin. 1704 erhielt er von Graf Erdmann II. von Promnitz das Angebot, als Nachfolger von Wolfgang Caspar Printz Kapellmeister am Hof von Sorau in der Niederlausitz zu werden.

### Sorau und Eisenach

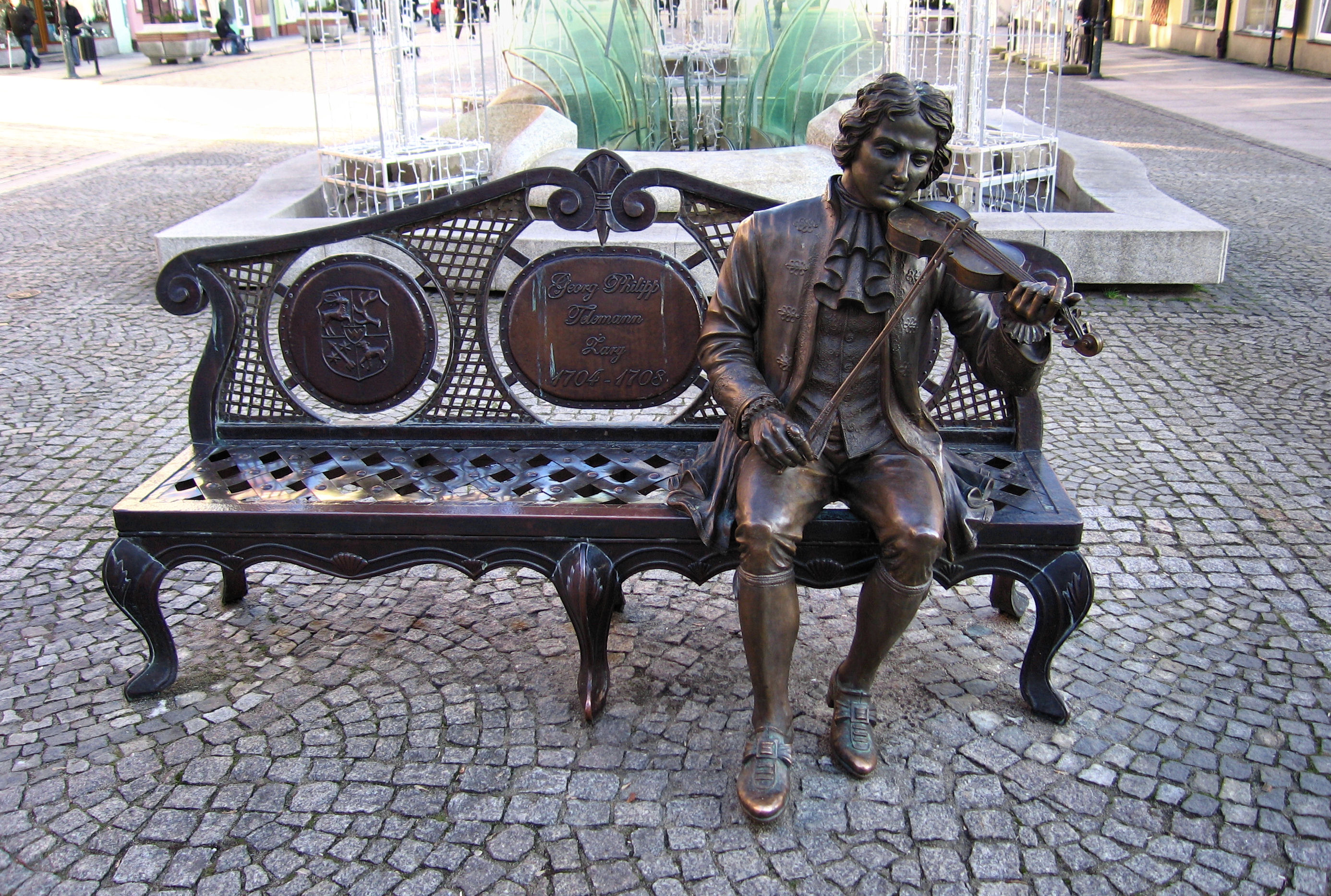
Telemann-Plastik in Żary (Sorau)

Im Juni 1705 begann Telemann seine Arbeit in Sorau. Dass Telemann, der im bürgerlich-urbanen Musikbetrieb integriert war, ausgerechnet an einen „winzigen Hof“ ging, kann damit erklärt werden, dass er womöglich auf einen großen Musikdirektoren-Posten einer freien Reichsstadt wartete und sich dabei den Titel des Hofkapellmeisters sichern wollte. Graf Erdmann von Promnitz hatte Werke von Jean-Baptiste Lully und André Campra von einer Frankreich-Reise mitgebracht. Telemann komponierte nach deren Muster nun durchschnittlich zwei Ouvertürensuiten für Orchester pro Woche. In Sorau wirkte zu der Zeit auch Erdmann Neumeister, den Telemann bereits aus Leipzig kannte. Neumeister wurde meistgenannter Textdichter Telemanns und sein Unterstützer in theologischen Auseinandersetzungen in Hamburg. Eine Freundschaft der beiden wird angenommen. Auf Reisen nach Krakau und Pleß lernte er die polnische und mährische Folklore kennen, die „lebenslang“ Telemanns Schaffen beeinflusste.
Im Dezember 1708 wurde Telemann als Konzertmeister an den Hof des Herzogs Johann Wilhelm in Eisenach berufen, wo Pantaleon Hebenstreit seit 1707 beauftragt war, eine „Cammer-Music“ einzurichten, die bis 1710 auf zwölf Mitglieder anwuchs und wahrscheinlich durch den Stadtorganisten, den Stadtkantor und den Stadtpfeifer mit mindestens zwei Gesellen verstärkt werden konnte. Telemann traf auf den Musiktheoretiker und Organisten Wolfgang Caspar Printz sowie auf Johann Bernhard Bach und Johann Sebastian Bach. Er komponierte in Eisenach Konzerte für verschiedene Besetzungen, etwa 60 bis 70 Kantaten sowie Serenaden, Kirchenmusiken und „Operetten“ für festliche Anlässe. Den Text dazu verfasste er meistens selbst. Hinzu kamen etwa vier oder fünf Jahrgänge an Kantaten für den Gottesdienst. Als Bariton war er bei der Aufführung seiner eigenen Kantaten beteiligt.
Im Oktober 1709 heiratete Telemann in Sorau die gleichaltrige Amalie Louise Juliane Eberlin, eine Kammerjungfer der Anna Maria Gräfin von Promnitz. Kurz zuvor noch wurde er vom Herzog zum Sekretär ernannt – eine zur damaligen Zeit hohe Auszeichnung. Telemanns Frau, eine Tochter des Komponisten Daniel Eberlin, verstarb bereits im Januar 1711 nach der Geburt der ersten Tochter Maria Wilhelmina Eleonora (1711–42) am Kindbettfieber.

### Frankfurt am Main

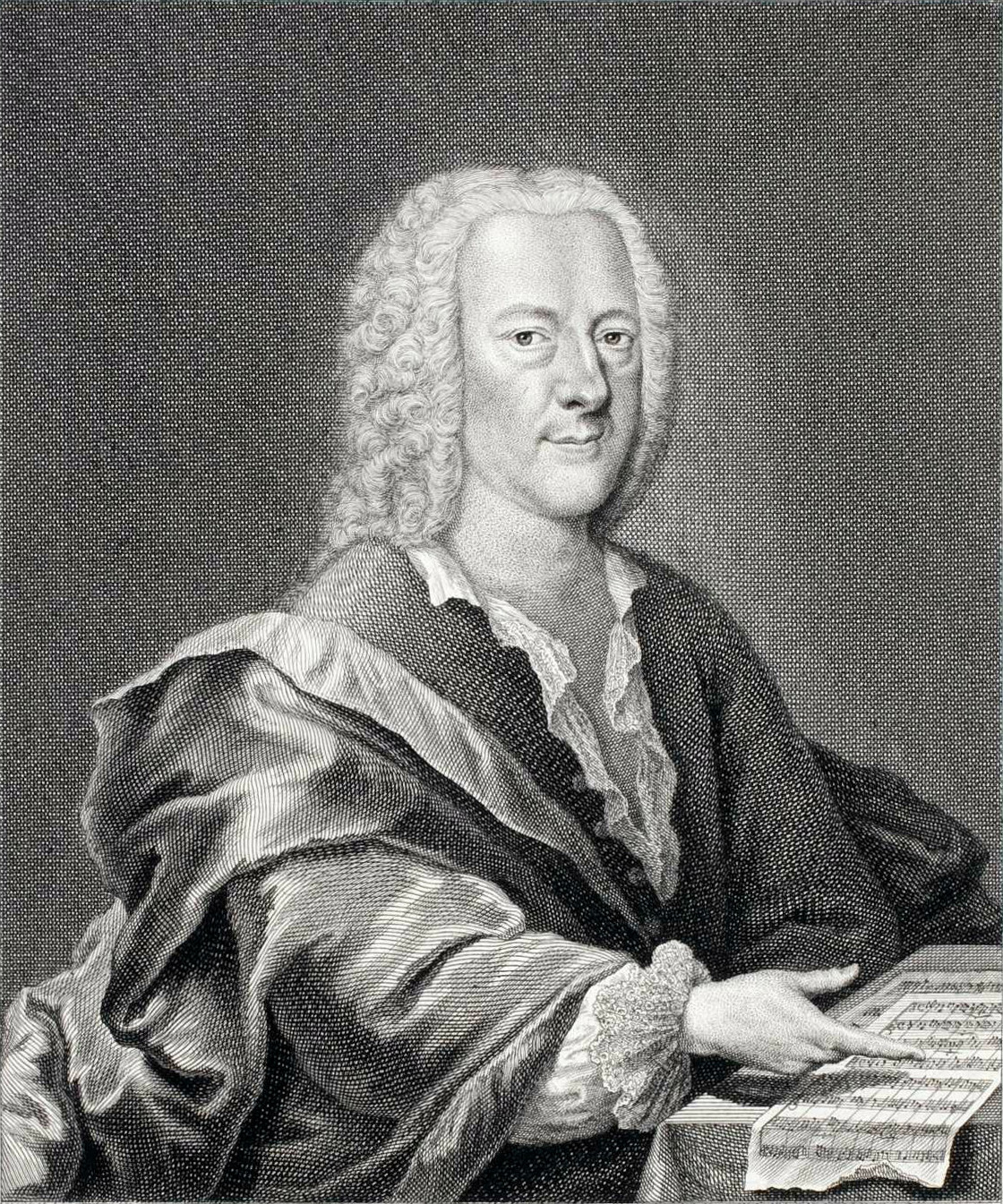
Telemann, Kupferstich von Georg Lichtensteger (um 1745)

Vielleicht weil er auf der Suche nach neuen Herausforderungen war, vielleicht um vom Adel unabhängig zu sein, bewarb sich Telemann in Frankfurt am Main. Dort ernannte man ihn im Februar 1712 zum städtischen Musikdirektor und zum Kapellmeister der Barfüßer-, wenig später auch der Katharinenkirche. Er vollendete seine in Eisenach begonnenen Kantatenjahrgänge und komponierte fünf weitere. Außerdem war er für den Unterricht einiger Privatschüler zuständig. Wie auch in Leipzig begnügte sich Telemann in Frankfurt nicht mit diesen Verpflichtungen. 1713 übernahm er die Organisation der wöchentlich stattfindenden Konzerte sowie verschiedene Verwaltungsaufgaben der vornehmen Stubengesellschaft Zum Frauenstein im Haus Braunfels auf dem Liebfrauenberg, wo er selbst auch wohnte. Außerdem ernannte der Eisenacher Hof Telemann zum Kapellmeister „von Haus aus“, sodass er seinen Titel behielt, aber Kantaten und Gelegenheitsmusiken nur noch an den Hof und an die Kirchen lieferte. Dies geschah bis 1731.
Während seiner Zeit in Frankfurt komponierte Telemann neben den Kantaten Oratorien, Orchester- und Kammermusik, von der ein Großteil veröffentlicht wurde, sowie Musik für politische Festakte und Hochzeitsserenaden. Allerdings fand er keine Gelegenheit, Opern zu veröffentlichen, wenngleich er weiterhin für die Leipziger Oper schrieb.
1714 heiratete Telemann die 16-jährige Maria Catharina Textor (1697–1775), die Tochter eines Ratskornschreibers. Ab dem darauffolgenden Jahr gab er seine ersten gedruckten Werke im Selbstverlag heraus. Auf einer Reise nach Gotha im Jahr 1716 wurde Telemann vom Herzog Friedrich eine Stelle als Kapellmeister angeboten. Der Herzog versprach ihm nicht nur, seine Tätigkeit als Kapellmeister von Haus aus für den Eisenacher Hof zu bewahren, sondern veranlasste auch den Herzog von Sachsen-Weimar, Telemann eine weitere Kapellmeisterstelle zuzusagen. Damit wäre Telemann gewissermaßen Oberkapellmeister aller sächsisch-thüringischen Höfe geworden.
Ein an den Frankfurter Rat gerichteter Brief, in dem Telemann in höflichen Worten ein Ultimatum bezüglich seines Gehaltes stellte, beweist sein diplomatisches Geschick. Er blieb in Frankfurt und setzte eine Gehaltserhöhung von 100 Gulden durch. Zusammen mit seinen Einkünften aus der Gesellschaft Frauenstein und Honoraren für Gelegenheitskompositionen beliefen sich Telemanns Jahreseinkünfte auf 1.600 Gulden, womit er zu den Bestbezahlten in Frankfurt gehörte.
Während eines Besuchs in Dresden im Jahr 1719 traf er wieder auf Händel und widmete dem Geigenvirtuosen Pisendel eine Sammlung von Violinkonzerten. Telemann schrieb auch weiterhin bis 1757 alle drei Jahre Werke für Frankfurt, nachdem er die Stadt verlassen hatte.

### Anfangszeit in Hamburg

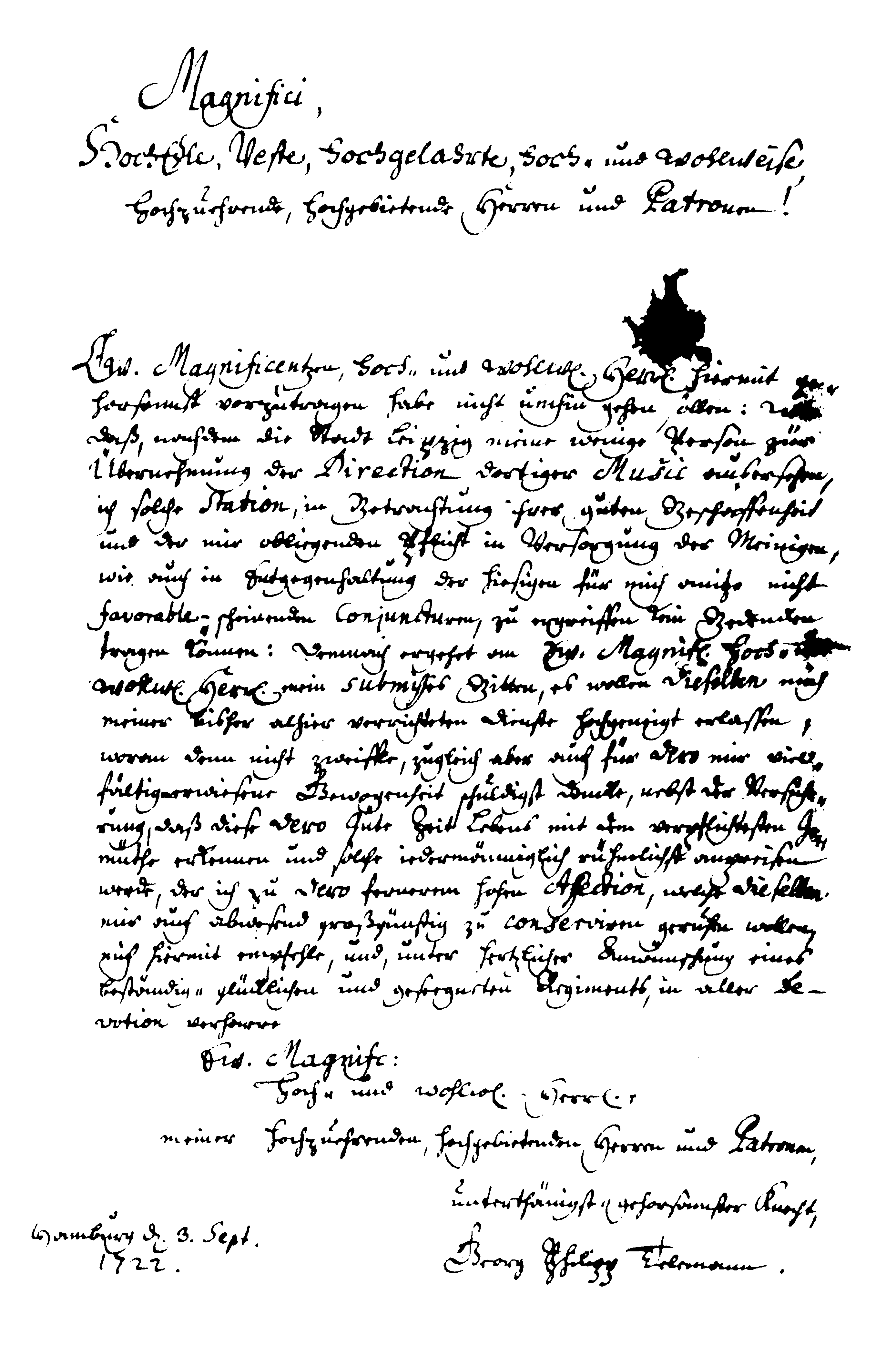
Telemanns Entlassungsgesuch an die Hamburger Ratsherren 1722

1721 nahm Telemann das Angebot an, als Nachfolger von Joachim Gerstenbüttel das Amt des Cantor Johannei und Director Musices der Stadt Hamburg zu übernehmen. Vermutlich schlugen Barthold Heinrich Brockes und Erdmann Neumeister ihn vor. Telemann war allerdings schon früher mit der Hansestadt in Verbindung gekommen, da er bereits an ein oder zwei Opern für die Oper am Gänsemarkt beteiligt gewesen war. Als musikalischer Leiter der Stadt wirkte Telemann unter anderem an den fünf großen ev. luth. Stadtkirchen – mit Ausnahme des Domes, für den Johann Mattheson verantwortlich war. Telemanns feierlicher Amtsantritt fand am 16. Oktober statt. Hier erst hatte er die Gelegenheit, Werke aller Formen zu komponieren und aufzuführen, damit begann seine 46 Jahre lang andauernde Hauptschaffensphase. Die naheliegende Übersetzung von Telemanns Amtstitel als „Kantor“ ist insofern irreführend, als sich die eigentliche Kantoratsarbeit am Johanneum auf gelegentliche Festkantaten und die musikalische Ausstattung der sonstigen Schul-Actus beschränkte.
In seinem neuen Amt verpflichtete sich Telemann zur Komposition von zwei Kantaten wöchentlich und einer Passion pro Jahr, in späteren Jahren griff er allerdings bei seinen Kantaten auf frühere Werke zurück. Daneben komponierte er zahlreiche Musiken für private und öffentliche Anlässe, etwa für Gedenktage und Hochzeiten. Das Amt des Cantoris Johannei war auch mit einer Tätigkeit als Musiklehrer des Johanneum verbunden; seinen Verpflichtungen zu außermusikalischem Unterricht kam Telemann jedoch nicht selbst nach. Außerdem baute er das bereits 1660 von Matthias Weckmann gegründete, aber mittlerweile nicht mehr konzertierende Collegium musicum neu auf. Die Eintrittskarten verkaufte er persönlich.
Auch in seiner neuen Heimatstadt ließ Telemann die Verbindungen nach Thüringen zunächst nicht abreißen. Er diente dem Herzog von Sachsen-Eisenach ab 1725 als Agent und berichtete dem Eisenacher Hof über Neuigkeiten aus Hamburg. Erst 1730 gab er die Stelle an den Arzt Christian Ernst Endter ab.
In Hamburg nahm Telemann seine Tätigkeit als Verleger wieder auf. Um Kosten zu sparen, stach er entweder selbst die Kupferplatten, oder er verwendete ein 1699 von William Pearson entwickeltes und bis dahin nur in England gebräuchliches Verfahren, bei dem er mit Bleistift die Noten spiegelverkehrt auf eine Platte aus Hartzinn aufzeichnete. Die Druckplatte wurde dann von einem anderen ausgeschabt und abgezogen. Dabei schaffte Telemann neun bis zehn Platten pro Tag. Bis 1740 veröffentlichte er 46 Notenwerke im Selbstverlag, die er in mehreren deutschen Städten sowie in Amsterdam und London an Buchhändler verkaufte. Man konnte auch beim Komponisten selbst Partituren bestellen; bis 1739 informierten regelmäßig ergänzte Kataloge den Musikfreund. Unter den Werken sind zum Beispiel Zwölf Fantasien für Viola da Gamba solo, die er 1735 druckte.
Telemann hatte jedoch in der Hansestadt mehr Ärger, als er erwartet hatte. Der Ratsdrucker verweigerte eine Beteiligung Telemanns am Verkaufserlös der Kantaten- und Passions-Textheftchen. Aus dem darauffolgenden langwierigen Rechtsstreit sollte Telemann erst 1757 siegreich hervorgehen. Zudem beschwerte sich das Kollegium der Oberalten, als Telemann 1722 einige Kantaten in einem vornehmen Wirtshaus (gemeint war das Baumhaus im Hamburger Hafen) aufführen wollte. Zusammen mit der unzureichenden Bezahlung und seiner zu kleinen Wohnung bewogen ihn diese Vorfälle dazu, sich nach dem Tode Kuhnaus um die Stelle als Thomaskantor in Leipzig zu bewerben. Unter den sechs Bewerbern wurde er einstimmig gewählt, worauf er am 3. September 1722 ein Entlassungsgesuch einreichte, das im Gegensatz zu seinem Brief an den Frankfurter Rat durchaus ernsten Anschein hat. Da der Hamburger Rat nun sein Gehalt um 400 Mark lübisch erhöhte, lehnte Telemann die Stelle als Thomaskantor etwas später ab und blieb in Hamburg. Seine gesamten Jahreseinkünfte betrugen damit etwa 4.000 Mark lübisch.

### Neubeginn in Hamburg

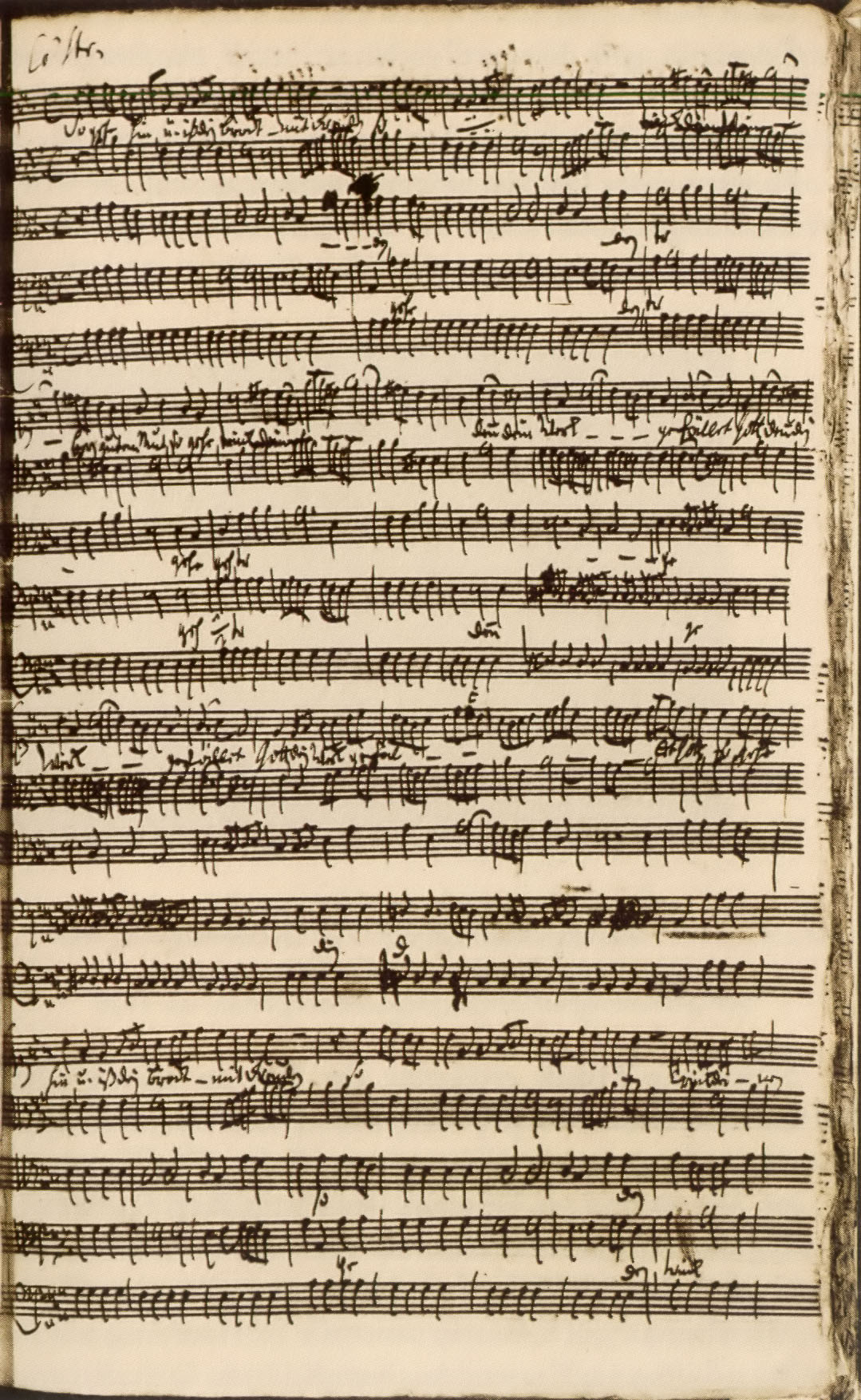
Schlusschor des Oratorios der Kapitänsmusik (1730)

Erst jetzt gedieh Telemanns Tätigkeit in Hamburg auf allen Gebieten. Noch im selben Jahr übernahm er für ein Jahresgehalt von 300 Talern die Leitung der Oper. Dieses Amt führte er bis zur Schließung des Hauses im Jahr 1738 weiter. Von den etwa 25 Opernwerken aus dieser Zeit sind die meisten verschollen. 1723 übernahm Telemann zusätzlich eine Stelle als Kapellmeister von Haus aus für den Hof des Markgrafen von Bayreuth. Dorthin lieferte er von Zeit zu Zeit Instrumentalmusik sowie eine Oper jährlich. Telemanns Konzertveranstaltungen fanden meist im Drillhaus, der Exerzierhalle der Hamburgischen Bürgerwehr, statt und waren aufgrund des hohen Eintrittspreises den höheren Klassen vorbehalten. Telemann lieferte für seine Aufführungen – abgesehen von denen im Opernhaus – fast ausschließlich eigene Kompositionen.
1728 gründete Telemann zusammen mit Johann Valentin Görner die erste deutsche Musikzeitschrift, die auch Kompositionsbeiträge unterschiedlicher Musiker enthielt. Der getreue Musikmeister sollte das Musizieren daheim fördern und erschien zweiwöchentlich. Neben Telemann und Görner trugen auch elf andere zeitgenössische Musiker, unter anderem Keiser, Bonporti und Zelenka, mit ihren Kompositionen zur Zeitschrift bei. Weitere Sammelwerke zu Lehrzwecken folgten.
In zwölf Jahren gebar Telemanns Frau Maria Catharina acht Söhne, von denen drei noch früh verstarben, und eine Tochter, Anna Clara (* 1719). Die überlebenden Söhne waren Andreas (1715–55), Pastor in Plön und Ahrensbök, Johannes (Hans) (* 1716), Kadett und Fähnrich im dänischen Heer, später im Dienst des Geheimrats von Ahlefeldt in Giesselfeldt bei Kopenhagen, Heinrich Matthias (* 1717), Gewürzhändler in Hamburg, Johann Barthold Joachim (* 1723), Chirurg und Benedictus Eberhard Wilhelm (* 1724), Apothekerlehrling in Stockholm. Maria Catharina musste bei fast permanenter Schwangerschaft einen wachsenden Hausstand mit bis zu zwölf Personen versorgen, darunter Georg Philipp Telemanns Tochter aus erster Ehe und drei weitere Personen (vermutlich eine Magd, einen Hauslehrer und einen Schüler Telemanns) sowie Telemann selbst. Zehn Jahre nach der Geburt des letzten Kindes trennte sich das Ehepaar, nachdem Telemann entdeckt hatte, dass seine Frau im Glücksspiel 5.000 Reichstaler (15.000 Mark lübisch) verloren hatte. Man geht davon aus, dass die Scheidung wegen Ehebruchs Maria Catharinas ausgesprochen wurde. Sie ging 1735 nach Frankfurt zurück, während in Hamburg das Gerücht gestreut wurde, sie sei verstorben. Ohne Telemanns Wissen ließen einige Hamburger Bürger eine Spendenaktion organisieren, um ihn vor dem Bankrott zu retten. Dass es Telemann dennoch gelang, seine dringlichsten Gläubiger hauptsächlich aus eigener Tasche zufriedenzustellen, und dass er sich mehrere – offensichtlich von der Stadt bewilligte – Kuraufenthalte in Bad Pyrmont leistete, beweist, dass er ein vermögender Mann war.

### Reise nach Paris und späte Jahre
Einem langgehegten Wunsch folgend, besuchte Telemann im Herbst 1737 Paris auf Einladung einer Gruppe dortiger Musiker (Forqueray, Guignon und Blavet). In Hamburg ließ er sich von Johann Adolf Scheibe vertreten. Mit den Pariser Aufführungen seiner Werke gelangte Telemann endgültig zu internationalem Ruhm – als erster deutscher Komponist durfte er sich in den öffentlichen Konzerten des Concert Spirituel vorstellen. Sieben seiner Werke hatten in Paris bereits als Raubdrucke vorgelegen, dann verlieh ihm der König ein 20-jähriges Exklusivrecht zur Veröffentlichung seiner Werke.
Im Mai 1738 kehrte Telemann zurück. Sein Ansehen war durch die Pariser Erfolge auch in Deutschland gewachsen. 1739 wurde er in die von Lorenz Mizler begründete Correspondierende Societät der musicalischen Wissenschaften, die sich mit musiktheoretischen Fragen beschäftigte, aufgenommen.

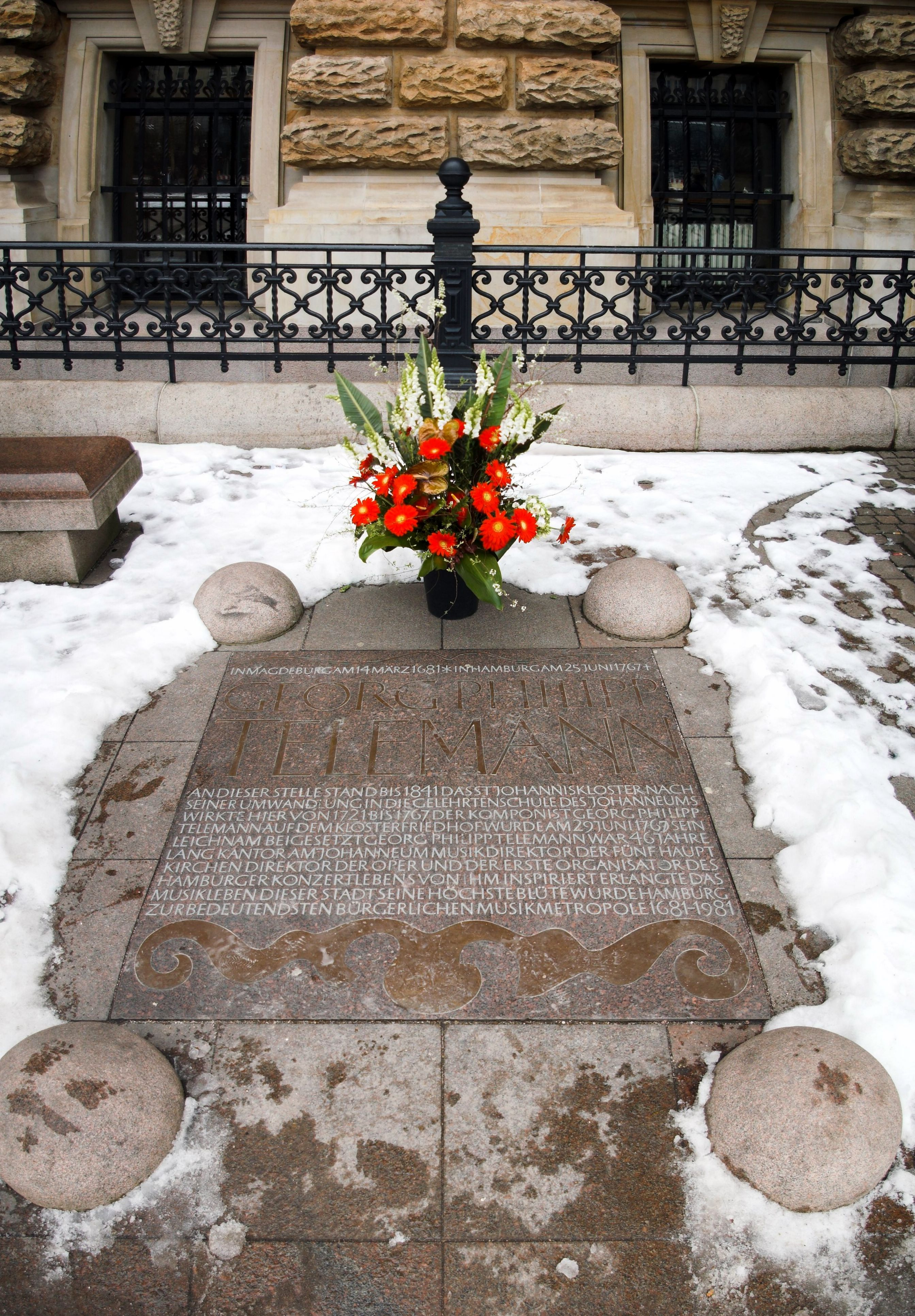
Gedenkplatte vor dem Hamburger Rathaus

In einer im Oktober 1740 erschienenen Zeitungsanzeige bot Telemann die Druckplatten von 44 selbstverlegten Werken zum Verkauf an, da er sich nunmehr auf die Veröffentlichung von Lehrschriften konzentrieren wolle. Aus den folgenden 15 Jahren sind vergleichsweise wenige Kompositionen erhalten. Zunehmend setzte Telemann ungewöhnliche Instrumentenkombinationen und neuartige harmonische Effekte ein. Außerhalb seiner Pflichten widmete er sich der Sammlung seltener Blumen.
Aus der Zeit ab 1755 sind noch drei große Oratorien und weitere geistliche und weltliche Werke erhalten. Telemanns Sehvermögen verschlechterte sich zusehends, außerdem litt er an Beinbeschwerden. Immer häufiger zog er seinen ebenfalls komponierenden Enkel Georg Michael zur Unterstützung beim Schreiben heran. Telemanns Humor und Innovationskraft litten nicht unter seiner Müdigkeit. Sein letztes Werk, eine Markus-Passion, komponierte er 1767. Am 25. Juni, im Alter von 86 Jahren, starb Telemann an den Folgen einer Lungenentzündung. Er wurde auf dem Friedhof des St.-Johannis-Klosters beigesetzt, an dessen Stelle sich heute der Rathausmarkt befindet. Dort erinnert eine Gedenkplatte links neben dem Eingang zum Rathaus an ihn. Sein Nachfolger im Amt wurde sein Patensohn, Carl Philipp Emanuel Bach.
Über Telemanns Leben und Werk sind mehr Details überliefert als über viele seiner zeitgenössischen Kollegen. Neben etwa 100 Briefen sind auch Gedichte, Vorworte und diverse Artikel des Komponisten überliefert. Die wichtigsten Textquellen aber sind – ungeachtet ihrer Fehler – seine drei Autobiografien, die er auf Wunsch der Musikgelehrten Mattheson (1718 und 1740) sowie Johann Gottfried Walther (1729) schrieb. Die Lebensabschnitte in Sorau und Eisenach sowie nach dem Erscheinen der letzten Autobiografie sind in den von Telemann selbst stammenden Textquellen kaum beschrieben, lassen sich aber aus indirekten Hinweisen anderer Dokumente grob rekonstruieren.
Telemann war begeisterter Gärtner. Sein Garten war bis in die 1840er-Jahre in Hamburg eine Berühmtheit. Auch korrespondierte er mit Händel über dieses Thema und ließ sich von ihm Pflanzen aus England schicken.

## Einfluss
Mehrere zeitgenössische Musiker – darunter Christoph Graupner, Johann Georg Pisendel und Johann David Heinichen – griffen Elemente von Telemanns Schaffen auf. Andere Komponisten wie Gottfried Heinrich Stölzel eiferten ihnen bald nach. Weitere Schüler aus der Hamburger Zeit, denen Telemann nicht das Instrumentalhandwerk, sondern „Stilkunde“ vermittelte, sind Jacob Wilhelm Lustig, Johann Hövet, Christoph Nichelmann, Jacob Schuback, Johann Christoph Schmügel, Caspar Daniel Krohn und Georg Michael Telemann. Telemanns polnische Einflüsse regten Carl Heinrich Graun zum Nachahmen an; Johann Friedrich Agricola lernte in jungen Jahren aus Telemanns Werken. Auch Johann Friedrich Fasch, Johann Joachim Quantz und Johann Bernhard Bach erwähnten Telemann ausdrücklich als Vorbild für einige ihrer Werke. Aus eigenhändigen Bemerkungen, mit denen er die Manuskripte von Telemann versah, geht hervor, dass Carl Philipp Emanuel Bach etliche seiner Kompositionen studiert und aufgeführt hat. Die rege Freundschaft Telemanns mit Händel drückte sich nicht nur darin aus, dass Telemann mehrere von Händels Bühnenwerken – teilweise mit eigenen Einlagen – in Hamburg aufführte, sondern auch darin, dass Händel in späteren Jahren oftmals Themen von Telemann in seinen eigenen Kompositionen verwendete. Johann Sebastian Bach fertigte Abschriften mehrerer Kantaten Telemanns an und führte seinen Sohn Wilhelm Friedemann in einem für ihn angelegten Klavierbüchlein an dessen Musik heran. Das von Leopold Mozart für Wolfgang Amadeus angelegte Notenbuch enthält elf Menuette sowie eine Klavier-Fantasie von Telemann. Sowohl der Klavierstil Carl Philipp Emanuel Bachs als auch Wolfgang Amadeus Mozarts erinnert mitunter an Telemanns Schreibweise.
Neben seinen Leistungen als Komponist hatte Telemann Einfluss auf die bürgerliche Haltung zur Musik. Telemann war der Begründer eines dynamischen Hamburger Konzertlebens, indem er regelmäßige öffentliche Aufführungen außerhalb jeglicher aristokratischer oder kirchlicher Rahmenbedingungen ermöglichte.
Telemann hatte eine gute Baritonstimme und übernahm deshalb oft den Solopart bei der Aufführung seiner Kantaten.

## Werke
2. La Trompette
3. Sarabande
4. Rondeau
5. Bourrée
6. Courante
Mit über 3600 verzeichneten Werken ist Telemann einer der produktivsten Komponisten der Musikgeschichte. Dieser große Umfang ist teils auf seine flüssige Arbeitsweise, teils auf eine mit 75 Jahren sehr lange Schaffensphase zurückzuführen. Einen Eindruck von Telemanns Arbeitsweise gab Friedrich Wilhelm Marpurg, der berichtete, zu seiner Zeit als Kapellmeister am Eisenacher Hofe seien Telemann wegen der bevorstehenden Ankunft eines hohen Besuchs nur drei Stunden Zeit gegeben worden, eine Kantate anzufertigen. Der Hofpoet verfasste den Text, und dazu schrieb Telemann gleichzeitig die Partitur, wobei er meist noch vor dem Dichter mit der Zeile fertig war. Nach etwas über einer Stunde war das Stück fertig.
Telemanns Erbe umfasst alle zu seiner Zeit verbreiteten Gattungen. Allerdings sind viele Kompositionen verschollen. Aus Telemanns Anfangszeit sind nur wenige Werke erhalten; der Großteil der überlieferten Stücke fällt in die Zeit von Frankfurt und Hamburg. Das Werk wird im Telemann-Werke-Verzeichnis (TWV, 1984–1999) von Martin Ruhnke aufgelistet, in das das Telemann-Vokalwerke-Verzeichnis (TVWV, 1982–1983) von Werner Menke einbezogen ist.
Telemann öffnete sich „intensiv und weltoffen den musikalischen Anregungen und Einflüssen der jeweiligen Umwelt“, das betrifft „französische und italienische, englische sowie osteuropäische Stileinflüsse, Gattungen und Schreibarten, Elemente des Volks-, der Tanz- und der artifiziellen Musik“. Neben seinen musikalischen Werken bezeugen auch seine Texte diese Tendenz.
Telemann bezeichnete sich 1717 als Parteigänger der französischen Musik, als diese in Deutschland verglichen mit dem italienischen Stil mit den Gattungen Konzert, Oper und Triosonate bereits wieder an Bedeutung verlor. Die Übernahme französischer Stilelemente geht auch bei Telemann ab etwa 1715 zurück. In Frankreich wurde Telemann als Repräsentant der italienischen Musik wahrgenommen. Was Telemann jedoch unter seinen deutschen Kollegen hervorhebt, ist die Fähigkeit, „französische Mentalität zu erfassen, nachzuempfinden und der Komposition atmosphärisch mitzugeben“.
Von Mattheson wurde Telemann neben Alessandro Scarlatti, Antonio Vivaldi, Antonio Caldara, Reinhard Keiser und Georg Friedrich Händel zu den „galantesten Componisten in Europa“ gezählt. In der Literatur der Zeit ist damit eine Musik „mit verzierten Melodien, ausdrucksvollen Pausen, vielfältiger Rhythmik, dagegen einfacher Harmonik und deutlicher Trennung zwischen Melodie und Begleitung“ gemeint als Gegensatz zum Strengen und Gebundenen. In der modernen Musikgeschichtsschreibung gelten die genannten Komponisten als „spätbarock“, Telemann zeigt dabei die Tendenz „angenehm“ zu schreiben, „ohne die Solidität der gelehrten Schreibweise preiszugeben“. Das „Streben seiner ganzen Generation nach einem neuen, einheitlichen Stilgrundsatz“ vertritt Telemann als „Prototyp seiner Zeit“.
Im Zentrum von Telemanns Schaffensprinzip steht ein gesanglich fundiertes Melodieideal. Er selbst betonte mehrmals die grundlegende Wichtigkeit dieses Kompositionselements; auch Mattheson charakterisierte Telemann zu Lebzeiten als einen Komponisten schöner Melodien.
Im Gegensatz zu vielen seiner Kollegen spielte Telemann kein Musikinstrument virtuos, war aber mit einer Vielzahl vertraut und beherrschte alle gebräuchlichen. Der so erlangte Einblick in die unterschiedlichen Wirkungen verschiedener Klangfarben erklärt seine Behandlung der Instrumentation als unerlässliches Kompositionselement. Am meisten schätzte Telemann wohl die Traversflöte und Oboe, insbesondere die Oboe d’amore. Selten verwendete Telemann hingegen das Violoncello außerhalb seiner Generalbassfunktion. Gelegentlich, wie etwa in einer Arie der Lukas-Passion von 1744, schrieb er Skordatur vor. An Kompositionen mit besonders schwierigem oder schnellem Instrumentalspiel zeigte Telemann kein Interesse; er schrieb auch Lehrwerke bewusst geringen technischen Schwierigkeitsgrades.
Neben der im Barock und vor allem im empfindsamen Stil verbreiteten musikalischen Umsetzung von Seelenstimmungen betrieb Telemann des Öfteren akribisch ausgearbeitete Tonmalerei. Bei Vokalwerken verwendete er zur Unterstreichung von Textstellen malende Figuren, Koloraturen und Wortwiederholungen. Sowohl in weltlichen als auch in geistlichen Vokalwerken legte Telemann auf Deklamation und musikalische Wortausdeutung, insbesondere in Rezitativen, großen Wert.
Als „Meister der Frühaufklärung“ und „Vertreter der Interessen des aufstrebenden Bürgertums“ widmete Telemann der Dichtung besondere Aufmerksamkeit. Die Texte zu den Vokalwerken wurden teils von ihm selbst verfasst, teils stammten sie von den bekanntesten deutschen Schriftstellern seiner Zeit, darunter Brockes, Hagedorn, König, Klopstock, Neumeister und anderen. Telemann gab seine Erwartungen an geeignete Texte sowie an deren innere Gliederung den Textdichtern vor. Gelegentlich nahm er an den Libretti nachträgliche Änderungen gemäß seinen Vorstellungen vor.
Um den Charakter eines Musikstückes präzise anzugeben, wohl aber auch wegen seiner Zugehörigkeit zum Dichterverband Teutschübende Gesellschaft, setzte sich Telemann – bereits 100 Jahre vor Robert Schumann – für die Verwendung deutscher Vortrags- und Ausdrucksbezeichnungen (z. B. „liebreich“, „unschuldig“ oder „verwegen“) ein, allerdings ohne damit Nachahmer gefunden zu haben.

### Instrumentalwerke
Zu Telemanns Instrumentalmusik gehören etwa 1.000 (davon erhalten sind 126) Orchestersuiten sowie Sinfonien, Konzerte, Violinsoli, Sonaten, Duette, Triosonaten, Quartette, Klavier- und Orgelmusik.

#### Konzerte
Die ab 1710 als Inbegriff italienischer Konzertkunst geltenden Konzerte von Antonio Vivaldi waren außerordentlich einflussreich, typisch sind unter anderem Virtuosität und „die Neigung zum Überraschend-Irregulären und Bizarren.“ In Frankreich beschwor man in Abgrenzung dazu „Anmut“ statt „Übermaß“ und „Natur“ statt „Kunst“, also Leichtigkeit und Regelmäßigkeit statt kompositorischer Arbeit, Originalität und Schwierigkeit.
Von der französischen Ouvertüren-Suite kommend, war das relativ neue Genre Telemanns Geschmack zunächst eher fremd, in seiner Autobiographie von 1718 schrieb er zu den Konzerten: „Hiervon muß bekennen / daß sie mir niemahls recht von Herzen gegangen sind“. Telemann begann erst in Eisenach 1708 oder 1709 Konzerte zu schreiben, mehrere Jahre nach Händel und Bach. Dennoch war er einer der ersten deutschen Komponisten bedeutender Solokonzerte. Zu seinen Konzerten schrieb er 1718, dass sie „mehrentheils nach Franckreich riechen“ würden, da sein Ohr „durch die Frantzösischen Musiquen“ an Melodie und Harmonie „gewöhnet“ worden sei. Typisch sind kantable Melodieführung, verglichen mit Vivaldi reduzierte Virtuosität, ein engere Verflechtung von Solo und Tutti sowie eine idiomatische Schreibweise. Neben dem Ritornell-Typ der Musik Vivaldis, die spätestens seit Johann Georg Pisendels Besuch in Venedig 1716/17 in Deutschland als Modell diente, schöpfte Telemann für seine Konzerte aus einem großen Reservoir an Vorbildern: vorvivaldische Konzerte, italienische Sonaten, deutsche Intraden und französische Tänze. Telemanns Konzerte sind frühe Beispiele für das „zukunftsweisende kompositorische Ideal“ des „vermischten Geschmacks“. Die Form des italienischen Ritornellsatzes verband er mit der des französischen „Chaconne en rondeau“. Um die übliche virtuose Eröffnung eines Konzerts mit einem raschen Satz zu vermeiden, zog Telemann die Satzfolge langsam-schnell-langsam-schnell vor, womit das „punktierte Pathos der französischen Ouvertüre“ den ersten Satz durchpulsen kann. Zudem finden Tanzsätze der Klavier- und Orchestersuite Aufnahme, etwa Sarabande- und Sicilianorhythmus für langsame Sätze und für die raschen Schlusssätze Gavotte, Gigue oder – dies besonders „zukunftsträchtig“ – das Menuett. In seinem Concerto per due Corni in D, TWV 52:D1 vereinte Telemann nicht nur italienischen und französischen Geschmack, sondern auch galanten Stil mit Gelehrsamkeit: in einem Satz beispielsweise „einen zeitgemäß-modernen Stil mit Fugentechnik und Ritornellform nach italienischem Vorbild“, dazu „Kontrastmotivik, ‚tändelnde‘ Figuren kurzer, gereihter Motive, Signalassoziationen und gemäßigt virtuose Spielfiguren“.
Telemann komponierte Konzerte für eine Vielzahl von Instrumenten wie sonst nur Vivaldi. Fast alle im frühen 18. Jahrhundert gebräuchlichen Instrumente sind mit repräsentativen Kompositionen vertreten, auch in solistischer Funktion ausgefallene wie Flauto traverso d’amore, Chalumeau, Viola d’amore, Viola da gamba und Calchedon (sechssaitige Basslaute). Das Finale des frühesten überlieferten Bratschenkonzertes, in G-Dur, TWV 51:G9 zeigt eine straffe Themenstruktur aus einer auskomponierten Kadenz gefolgt von sequenzierten Motiven und Spielfiguren, die abwärtsgerichtete Terzenkette bildet eine Ordnung „als Mittel der Organisation motivischen Materials“, womit sich eine Nähe zur Prägnanz Bachscher Themen ergibt. Auch das Violinkonzert E-Dur TWV 51:E2 hat mit seiner volkstümlichen Tanzmelodie mit Wiederholung kurzer Floskeln bei Bach eine Entsprechung.
Die „rhythmische Mannigfaltigkeit und Schärfe“ von Telemanns Melodik ist auf den Einfluss der Volksmusik zurückzuführen, vor allem der französischen und slawischen, aus letzterer stammen Synkopen und metrische Schwerpunkte auf kleinen Notenwerten. Die Einbindung volkstümlicher Melodien bedingt einen durchsichtigen Satz und Reduktion der Kontrapunktik. Auch die Variationsentwicklung der Volksmusik übertrug er auf die Kunstmusik. Telemann gilt als wichtigster Repräsentant der dritten Welle einer „barocke[n] Polenmode“ im Westen Europas, wobei Polen als bäuerliches Land gelten konnte. Ein bekanntes Beispiel ist der Finalsatz des Doppelkonzertes e-Moll für Block- und Traversflöte, Streicher und Generalbass TWV 52:e1, in dem polnische Dudelsackbläser, so genannte „Böcke“, mit kurzen Motiven im Ostinato über Bordun-Bässen in italienischer Ritornell- oder französischer Rondeau-Form imitiert werden.

#### Ouvertüren, Orchestersuiten
Zu Telemanns Zeit galt als wichtigste Gattung der Instrumentalmusik die Ouvertürensuite, die Telemann vermutlich seit 1697 in Hannover und Braunschweig durch Werke von Agostino Steffani und Reinhard Keiser kennenlernte und ab 1705 in Sorau zu komponieren hatte, wobei er den größten Bestand an Werken dieser Art hervorbrachte.
Telemann öffnete die Ouvertürensuite dem Konzert. Der fugierte rasche Teil der französischen Ouvertüre wird der Ritornellform angenähert, die Gliederung in Solo- und Tuttiabschnitte bestimmt auch die meisten Gattungsbeiträge mit solistischen Bläsern von Christoph Graupner, Johann Friedrich Fasch und Johann Sebastian Bach. In der beliebten Ouvertürensuite TWV 55:C6 geschieht dies auf übermütig-spielerische Weise mit virtuosen Partien. Als Kreuzung aus Ouvertürensuite und dem Concerto con molti istromenti, wie Vivaldi sein RV 558 bezeichnete, wurde TWV 54:F1 mit elf konzertierenden Instrumenten bezeichnet.
In Ouvertüren der Besetzung mit zwei oder drei Oboen und Fagott und Orchester galt Telemanns Interesse weniger dem Konzertieren als den klanglichen Nuancen, dem Verschmelzen und Kontrastieren von Klängen. Wenn auch in der Regel ein vierstimmiges Streicherensemble das klangliche Fundament bildet, begegnen auch reine Bläserbesetzungen.
Mehrere Ouvertüren haben nach französischem Vorbild programmatischen Charakter, es finden sich Personencharakterisierungen, Situations- und Naturschilderungen, Klangnachahmungen. Die „realistische Bauernmusik Telemanns“ zeigt seine „Begabung für humorvolle Schilderungen“ in der „ätzenden Parodie des niedersächsischen Bauerntums“ mit persiflierter volkstümlicher Mehrstimmigkeit (Kanon, totales Unisono, Bordun) in La Putain (Die Bauerndirne, Ouvertürensuite) und mit Kakophonien in Der Alster-Schäfer Dorfmusik, dem sechsten Satz der 1725 komponierten Ouvertürensuite F-Dur für 4 Hörner, 2 Oboen, 2 Violinen und Generalbass, TWV 55:F11, einer „musikalische[n] Vedute Hamburgs“ mit „Kanonaden auf den Wällen, Alster-Echo, Alster-Schwänen und Hamburgischen Glockenspielen“. Auf die Dorfmusik folgen noch dissonanzenreich Die concertierenden Frösche und Krähen, dann antike Götterwelt mit Der ruhende Pan, sowie Der Schäfer und Nymphen eilfertiger Abzug. Der Schlusssatz L’Éspérance de Mississippi der Ouvertüre La Bourse für Streicher, B-Dur TWV 55:B11 spielt auf den Krach an der Frankfurter Börse im Jahr 1720 an und schildert nach dramatischen Kurseinbrüchen die Hoffnung auf einen guten Kurs der Mississippi-Aktien.

#### Kammermusik
Telemanns als „Pariser Quartette“ bekannten Nouveaux Quatuors en Six Suites von 1738 präsentieren einen neuen Quartettstil mit drei gleichberechtigten Instrumenten und bilden einen „Meilenstein auf dem Weg zum klassischen Quartettstil“ sowie die „Krönung seiner Bemühungen um eine kunstvolle und zugleich unterhaltsame Kammermusik“. Mit Konzertsatzform, Fugenmodell, Ouvertüre und Sonaten „auf Concertenart“ wird ein vielfältiges Repertoire von Formmodellen für die Eröffnungssätze ausgebreitet, die mit modernster Satztechnik ausgefüllt werden, zukunftsweisend ist auch die „enge Verzahnung der Themen von Ritornell und erstem Solo“. Die Autonomie in Bezug auf die musikalischen Gattungen findet Ausdruck darin, dass die auf die Préludes folgenden Sätze nur mit Vortrags- oder Charakterbezeichnungen versehen sind. Die Sammlung wurde vorbildlich für französische Komponisten durch das neue Kompositionsideal als „Basis für die Herausbildung einer allgemeingültigen, Ländergrenzen überschreitenden europäischen Musiksprache“.
Telemann schuf Kammermusik ohne Generalbass für Traversflöte, Violine oder Viola da gamba allein, für zwei Flöten- oder Streichinstrumente und Sonaten und Konzerte für vier Violinen. Die Fantasien für Flöte solo sind eine „Enzyklopädie der formalen und stilistischen sowie satz- und spieltechnischen Möglichkeiten der Komposition für Flöte allein“, wobei neben dem „Solosonatensatz ohne Baßlinie“ auch Zweistimmigkeit suggeriert wird bis zum polyphonen Satz, realisiert durch Verwendung verschiedener Lagen und komplementärer Rhythmen.
Der Werktitel Fugues Légères (1738–39) bringt die Kombination des galanten Stils mit lockerer Kontrapunktik zum Ausdruck, wie sie auch in den Triosonaten aufgefunden werden kann. In den sechs Sonates Corellisantes für zwei Violinen oder Querflöten und Generalbass (1735/6) mit je drei nach dem Da-chiesa- und dem Da-camera-Modell, weicht trotz der Orientierung an dem großen Vorgänger die „große Gebärde Corellis“ früh-galanten Stilelementen. In den 1738 gedruckten Canons mélodieux TWV 40:118–123 verband Telemann die in der Theorie der Zeit als Ideale gegeneinander ausgespielten Qualitäten von strengem Satz und melodischer Eindringlichkeit. Beispiele daraus wurden noch von Leopold Mozart 1770 in die französische Ausgabe seiner Gründlichen Violinschule aufgenommen.
Von keinem anderen Komponisten des Barock ist ein vergleichbar umfangreiches und vielfältiges kammermusikalisches Werk überliefert.

### Geistliche Vokalwerke
Telemanns 1.750 Kirchenkantaten stellen fast die Hälfte seines gesamten Nachlasses dar. Daneben schrieb er 16 Messen, 23 Psalmvertonungen, über 40 Passionen, 6 Oratorien sowie Motetten und andere sakrale Werke.

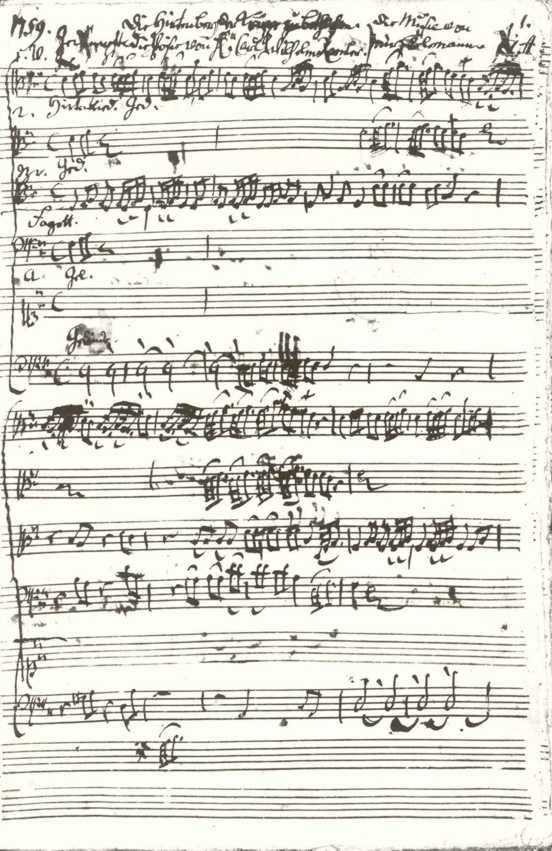
Kantate Die Hirten bei der Krippe zu Bethlehem (1759)

Telemann komponierte seine Kantaten vorrangig in Jahrgängen. Dabei ist sein systematisches Gestalten von Form, Struktur und Stil eines Kantatenjahrgangs „in Umfang und Ausprägung als einmalig in der Musikgeschichte“ zu bezeichnen. Die Jahrgänge können bis zu 72 Kantaten enthalten. Es wurden etwa 30 vollständige oder teilvertonte Jahrgänge identifiziert.
Ein Concerten-Jahrgang wurde auch als Italienischer Jahrgang bezeichnet wegen italienischer Gestaltungsmerkmale wie der äußeren Form der Cantata, den Soloinstrumenten wie im Concerto, der Mehrchörigkeit und der Duette, die an die italienischen Kammerduette des späten 17. Jahrhunderts erinnern. Der Sicilianische Jahrgang zieht den Topos der arkadischen Musik Süditaliens heran, hier um christliche Glaubensvorstellungen von ewigem Frieden und paradiesischem Himmelreich zum Ausdruck zu bringen: Holzblasinstrumente in Terz- oder Sextparallelen mit kurzen Motiven oder liedhaften, synkopierten Melodien über Bordunklängen imitieren das Spiel von Hirtenflöten.
In seinem Neumeister-Jahrgang stützt Telemann Erdmann Neumeisters Verständnis, dass eine Kantate mit Rezitativ und Arie „ein Stück aus einer Opera“ sei. Der Jahrgang ohne Recitativ kam durch Verzicht auf das Rezitativ den Gegnern theatralischer Kirchenmusik entgegen ohne jedoch auf theatralische Schreibart völlig zu verzichten, da die Arien auf Affektbetonung angelegt sind. Formale Einheitlichkeit wird durch „kreative Vielfalt im Detail“ ausgeglichen. Im Jahrgang Harmonischer Gottesdienst löst Telemann die Kirchenmusik aus dem liturgischen Zusammenhang und widmet sie der privaten Andacht, was Neumeisters Vorgehen entspricht, von seinen Predigten zu abstrahieren und „Meditationen des beliebten Predigers“ als Jahrgänge zu veröffentlichen.
Jährlich führte Telemann in den Hamburger Kirchen eine Passion auf, wobei die Evangelisten von Jahr zu Jahr wechselten. Gegenüber dieser „zünftigen“ Tätigkeit aus Amtspflicht widmete sich Telemann der „literarisch-musikalischen ‚Ausweichgattung‘“ des Passionsoratoriums mit größerem Kunstanspruch: die „Brockes-Passion“ Der für die Sünden der Welt gemarterte und sterbende Jesus TVWV 5:1 (1716, revidiert 1722), Seliges Erwägen des bittern Leidens und Sterbens Jesu Christi TVWV 5:2 (1722) auf eigenen Text, Die gekreuzigte Liebe, oder Tränen über das Leiden und Sterben unseres Heilandes TVWV 5:4 (1731), Betrachtung der neunten Stunde an dem Todestag Jesu TVWV 5:5 (1756) und Der Tod Jesu TVWV 5:6 (1755) auf einen Text von Karl Wilhelm Ramler. In der Donner-Ode (1756) wird „eine ganz neue Tonlage markiert“, die mit dem Affekt des Erhabenen zusammenhängt. Diesem Affekt entspricht in Der Messias (1759) nach Friedrich Gottlieb Klopstock ein „formal frei organisierte[r] Gesang“ im Gegensatz zur Rezitativ-Arien-Gliederung.
In Telemanns geistlicher Vokalmusik zeigt sich die Bedeutung des Textes für die Musik unter anderem darin, dass musikalische Themen von Vorspielen sich in Folge als Vokalthemen herausstellen, die eine „lebendig ausgeformte Rede“ darstellen. Arien haben „theatralischen“ Charakter und sind affektbetont vertont. Zur Textausdeutung wird auch Tonmalerei eingesetzt, etwa wenn über einem dreitönigen Bassostinato die Violinstimmen abwechselnd ostinate Muster spielen, um Glockengeläut zu imitieren.
Choralarien können strengen, archaischen Charakter haben oder mit reicher Ornamentierung und unterbrochen von ritornellhaften Instrumentalzwischenspielen fröhlich und ausgelassen wirken. Choralsätze zeigen im Gegensatz zu Bachs kontrapunktischem Typ eine große Vielfalt, „von schlichtester Kantionalstilistik mit terzlosen Klängen und einfachsten Stufenfolgen bis hin zu chromatischen und dissonanzreichen Extremstellen“. Als Gegensatz zu Bach kann auch die Ökonomie der Mittel betrachtet werden, die Telemanns Musik etwa mit der von Johann Friedrich Fasch oder Gottfried Heinrich Stölzel gemeinsam hat. Klangliche Möglichkeiten gemischter Besetzungen werden genutzt, ohne dass ein „obligater Satz“ mit durchgehend selbstständigen Stimmen entsteht.
Telemann sah für seine Hamburger Kirchenmusik im Wesentlichen drei Besetzungsvarianten vor: vier Vokalsolisten mit etwa elf Streichern und drei Holzbläsern als Standard der regulären sonntäglichen Kirchenmusik, davon ausgehend eine (annähernde) Verdopplung der Vokalbesetzung auf sieben oder acht Sänger und Ergänzung um vier Musiker für Trompeten und Pauken oder weiteren Instrumentalisten für besondere Anlässe, sowie eine vokalbassverstärkte Variante dieser beiden Besetzungen. Aufgrund des begrenzten Platzangebots auf den Choremporen war eine weitere Vergrößerung der musizierenden Kräfte nicht sinnvoll. Es ist von einer Positionierung der Sänger sowie der schwächeren Instrumente im vorderen Bereich auszugehen, wobei die Gesangssolisten auch bei den vollstimmigen Abschnitten der Chöre mitwirkten.

### Weltliche Vokalwerke
Telemanns weltliche Vokalwerke lassen sich in Opern, großangelegte Festmusiken für offizielle Angelegenheiten, Kantaten im privaten Auftrag und Kantaten, in denen er dramatische, lyrische oder humorige Texte vertonte („Oden“, „Kanons“, „Lieder“) unterteilen.

#### Opern
Die Oper war in Leipzig und Hamburg zentraler Bereich im Schaffen des „geschickten Bühnenkomponisten“ Telemann, wobei sich das Hamburger Unternehmen nach dem Vorbild Venedigs als Konkurrenz zum höfischen Betrieb verstand, was eine Buntheit der Produktionen unter Operndirektor Telemann zur Folge hatte, die auch durch Mehrsprachigkeit in die einzelnen Werke hineinreichte. Die Arien- und Ensembleformen weisen bei Telemann große Variabilität auf.
Wie in Deutschland üblich herrscht die italienische Da-capo-Arie in Telemanns Opern vor. In einigen Werken zeigt sich französischer Einfluss: Französischsprachige Chöre und Airs gibt es in der Serenata Orpheus oder die wunderbare Beständigkeit der Liebe TVWV 21:18 von 1726, in Omphale weicht Telemann den Gegensatz zwischen Rezitativ und Arie „zugunsten einer fließenden Dramaturgie“ nach Vorbild der französischen Oper auf, und der Dialog-Vaudeville als „autoreferentielle Theaterform“, charakterisiert durch „kombinatorische[s] Gestalten mit präexistentem Material“, dient dem Prologus, welcher bey Gelegenheit einer neuen Einrichtung des Opern-Wesens, im Jahre 1727, auf dem Hamburgischen Schau-Platze vorgestellet ward TVWV 23:2 als Vorbild.
In Pimpinone oder Die ungleiche Heirat TVWV 21:15 konnte Telemann acht Jahre vor Giovanni Battista Pergolesis La serva padrona vorbildlich Mittel zur Erzeugung komischer Wirkungen demonstrieren: fröhliche Melodien, groteske Registerwechsel, wortausdeutende Koloraturen, „freche Synkopen“, „lustiger[r] Menuettrhythmus“ oder „rasende Zweiunddreißigstel-Ketten, Punktierungen, Synkopen und Tonrepetitionen als Begleitelemente [...], die das Geschehen ironisch kommentieren“.
Telemanns Festoper Margaretha, Königin in Castinien TVWV 21:29 (Musik verloren) für den russischen Residenten in Hamburg anlässlich der Thronbesteigung der neuen Zarin Anna Ivanovna übte harte Kritik an einer zeitgenössischen Herrscherpersönlichkeit, was äußerst unüblich war. In Die Last-tragende Liebe, oder Emma und Eginhard TVWV 21:25 wird das überkommene ständisch-monarchische Gesellschaftsmodell einem bürgerlich-emanzipatorischen Ideal gegenübergestellt, worauf die Widersprüche in einer „utopisch gefärbte[n] Harmonisierung“ aufgelöst werden. Telemann setzt das durch Präsentation deutlich verschiedener Idiome um: pathetische Arien im Seria-Stil mit opultener, auch kontrapunktischer Begleitung versus kurzer Arien in einfach-volkstümlicher Art oder dem italienischen Buffo-Stil nahestehend, sowie die Vermischung der Stilebenen bei den Arien der Figur des „kurtzweiligen Raths“ des Kaisers. Diese Mischung der Gattungen und Stile als Ausdruck der emanzipatorischen Ideale der Aufklärung nimmt Tendenzen in Mozarts Opernschaffen vorweg.

#### Festmusiken und weltliche Kantaten
Telemann zählt zu den wenigen Komponisten, die statt der italienischen Kammerkantate eine deutsche Spielart pflegten. Im Repertoire seiner weltlichen Kantaten und Serenatas stehen große allegorisch-moralisierende Werke der Kapitänsmusiken oder Germania mit ihrem Chor TVWV 12:1c von 1716 anlässlich der Geburt von Leopold Johann von Österreich der von einem Haustierbesitzer in Auftrag gegebenen Trauer-Music eines kunsterfahrenen Canarienvogels TVWV 20:37 gegenüber. Die meisten Kantaten sind für Solostimme mit bescheidener Instrumentalbegleitung gesetzt. Aus der Spätzeit ragt der Kantatenzyklus Die Tageszeiten TVWV 20:39 (1757) mit sukzessiv absteigender Stimmlage der Solisten vom Morgen bis zur Nacht hervor, und insbesondere Ino TVWV 20:41 (1765), eine dramatische Szene mit expressiven Rezitativen und Ariosi sowie melodischer Grazie und symmetrischen Phrasen in den Arien, die bereits der Frühklassik angehören.

#### Lieder
Um 1700 wurden in Deutschland jahrzehntelang nahezu keine weltlichen Liederbücher mit Noten gedruckt. 1733 begann Telemann in meist wöchentlicher Folge im Einblattdruck seine Singe= Spiel= und General=Bass=Übungen zu veröffentlichen, worauf wieder mehrere Liederbücher erschienen, darunter 1741 Telemanns Vier und zwanzig, theils ernsthaften, theils scherzenden, Oden.
In den Singe= Spiel= und General=Bass=Übungen sind die Texte moralisch-satirischen Charakters, der Liebe, die in den vorangegangenen Epochen Hauptthema war, kann nur das Pastorell als Liebeslied zugeordnet werden. Wortausdeutende Figuren, wie sie in dieser Sammlung oftmals anzutreffen sind, verschwinden weitestgehend in den Oden mit dem Thema „eines sorgenfreien, einfachen, naturnahen Lebens in einer idealen, zumeist bukolisch ausgestalteten Welt, in der Freundschaft, Freude, Wein und Gesang zentrale Rollen spielen“. Die Einfachheit der vertonten Texte findet Entsprechung in der Einfachheit, die Telemann für seine Melodien in Anspruch nimmt.

### Musiktheoretische und musikpädagogische Werke
In seiner späteren Schaffensphase plante Telemann mehrere musiktheoretische Abhandlungen, darunter eine über das Rezitativ (1733) und einen Theoretisch-practischen Tractat vom Componiren (1735). Keine dieser Schriften ist überliefert, sodass davon ausgegangen werden muss, dass sie entweder verlorengingen oder von Telemann wieder verworfen wurden.
1739 veröffentlichte Telemann die Beschreibung der Augenorgel, eines vom Mathematiker und Jesuitenpater Louis-Bertrand Castel entworfenen Instruments, das Telemann während seiner Paris-Reise besichtigte. Überliefert ist auch ein Stimmungssystem, an dem Telemann noch einen Monat vor seinem Tod arbeitete und bei dem er sich offenbar an Arbeiten von Johann Adolph Scheibe orientierte. Über dieses in Mizlers Musikalischer Bibliothek vorgestellte Neue System gab es innerhalb der Correspondierenden Societät der musicalischen Wissenschaften etliche Auseinandersetzungen, vor allem weil diese Beschreibung in musiktheoretischer Hinsicht nicht nachvollziehbar war. Telemann hatte vorgeschlagen, die Oktave in 55 gleich große Mikrointervalle zu teilen. Diese Teilung ist mit der damit verbundenen mathematischen Aufgabenstellung relativ kompliziert. Erst Georg Andreas Sorge gelang es in seiner Schrift Ausführliche und deutliche Anweisung zur Rational-Rechnung, Telemanns System auf der Basis von Logarithmen exakt zu beschreiben. An der Lösung derartiger Fragen hatte Telemann im Gegensatz zu anderen Zeitgenossen kein Interesse, denn die Beschäftigung mit der Musikalischen Mathematik wurde im Gegensatz zum älteren Musikdenken von den Vertretern des Galanten Stils abgelehnt.
Seiner musikpädagogischen Verpflichtung als Kantor kam Telemann nicht nach, er erteilte jedoch Privatschülern Kompositionsunterricht. Die instrumentalpädagogischen Werke zeigen durch Kompositionen statt Regelwerken und theoretischen Abhandlungen Telemanns Fokus auf die Methode der Nachahmung, wobei das Singen als Fundament jeden Musizierens verstanden wurde. Ziel der pädagogischen Bemühungen war nun nicht mehr die christliche Gemeinde, sondern das Liebhabermusizieren, auf dessen „rasche und vielschichtige Entwicklung“ nach 1700 Telemann reagierte.

## Rezeptionsgeschichte
In der gesamten Geschichte der europäischen Kunstmusik war das Ansehen kaum eines Tonkünstlers einem derart radikalen Wandel unterworfen wie das von Georg Philipp Telemann.
Während Telemann zu Lebzeiten ein großes Ansehen genoss, das auch über die Ländergrenzen hinausstrahlte, schwand die Wertschätzung bereits wenige Jahre nach seinem Tod. Einen Tiefpunkt erreichte seine Anerkennung während der Romantik, als die bloße Bemängelung des Werks einer unbegründeten, auch seine Person betreffenden Diffamierung wich. Musikwissenschaftler des 20. Jahrhunderts räumten, zunächst zögerlich, auf Werkanalyse gestützten Einschätzungen mehr Raum ein und leiteten schließlich eine Wiederentdeckung Telemanns ein, die von sporadischer Kritik begleitet wird.

### Ruhm zu Lebzeiten

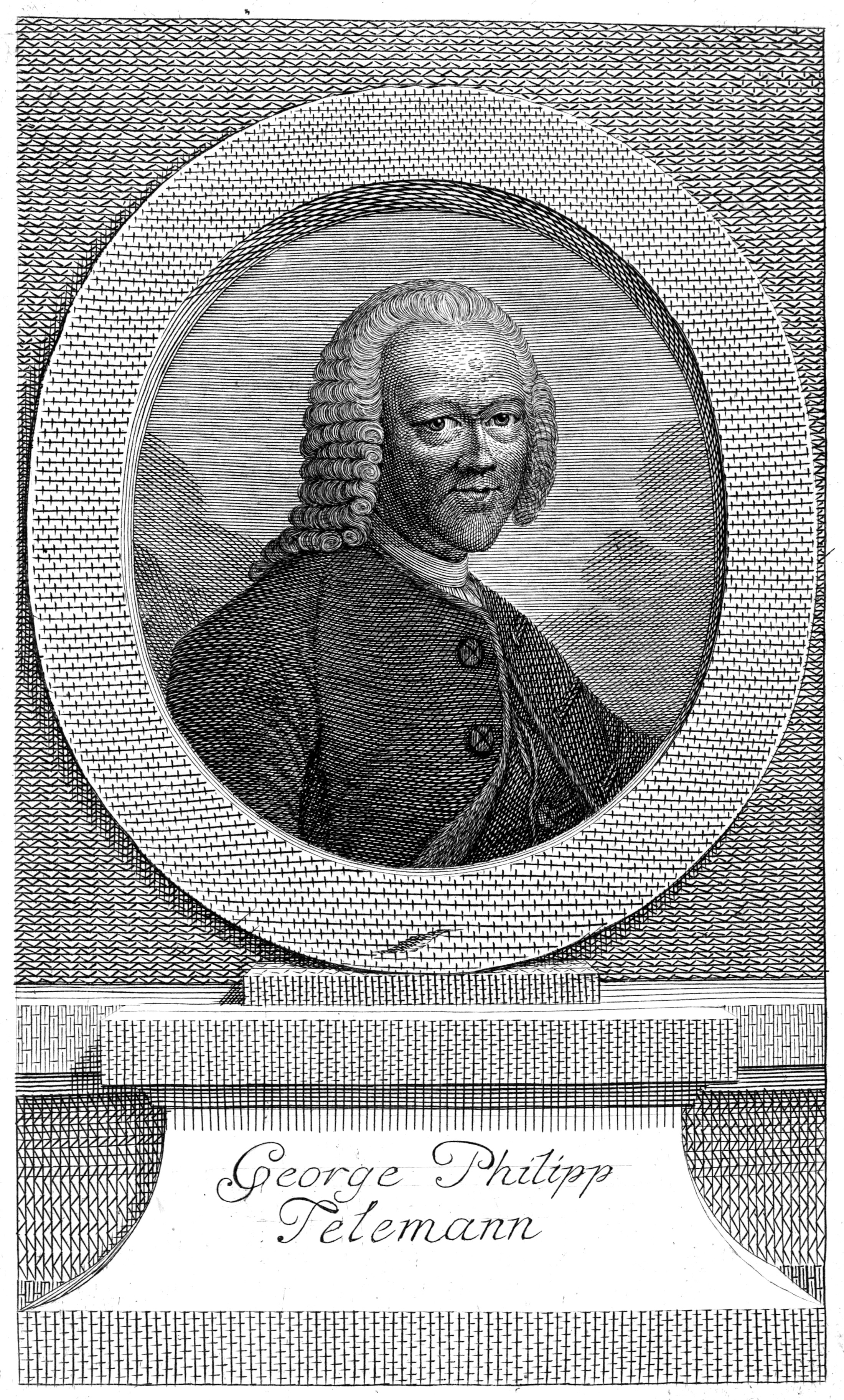
Telemann, Titelkupfer zur Bibliothek der schönen Wissenschaften und der freyen Künste nach dem Porträt von Lichtensteger (1764)

Neben den prestigeträchtigen Posten und Angeboten aus höfischem und städtischem Umfeld zeugen auch Quellen aus künstlerischen und populären Kreisen von Telemanns hohem, stetig wachsendem Ansehen. Während Telemann schon in Frankfurt weit über die Stadtgrenzen hinaus bekannt war, erreichte sein Ruhm in Hamburg den Höhepunkt. Beigetragen zu seiner beispiellosen Karriere hatten neben der Tatsache, dass er neue, beliebte musikalische Entwicklungen vorantrieb, auch sein Geschäftssinn und die Unverfrorenheit, die er höhergestellten Personen entgegenbrachte.
Dass Telemann eine europäische Berühmtheit war, zeigt sich beispielsweise an den Bestelllisten seiner Tafelmusik und seiner Nouveaux Quatuors, in denen Namen aus Frankreich, Italien, Dänemark, der Schweiz, Holland, Lettland, Spanien und Norwegen sowie Händel (aus England) aufgeführt sind. Ebenso beweisen Einladungen und Kompositionsaufträge aus Dänemark, England, dem Baltikum und Frankreich sein internationales Ansehen. Wie ein Angebot aus Sankt Petersburg zum Aufbau einer Hofkapelle aus dem Jahr 1729 zeigt, interessierte sich auch der Hof des russischen Zaren für Telemanns Talent. Zu Aufführungs- und Studienzwecken wurden von Telemanns beliebtesten Werken allerorts Abschriften wie auch Raubdrucke angefertigt.
Bereits kurz nach Telemanns Amtsantritt in Hamburg berichtete der als „Kunstrichter“ regelmäßig publizierende Johann Mattheson, dass jener „sich bisher, der ihm beywohnenden grossen Geschicklichkeit und Arbeitsamkeit zu Folge, äuserst, und mit sehr gutem Fortgange, angelegen seyn lassen, die geistliche Music so wohl, als auch Privat-Concerte, aufs neue zu beseelen […]; also hat man auch, seit kurzem, ein fast gleiches Glück an den hiesigen Opern zu erleben angefangen“.
Geschätzt wurde neben Telemanns Ausdruckskraft und melodischem Einfallsreichtum auch sein international geprägtes Schaffen. Johann Scheibe behauptete, Johann Sebastian Bachs Werke seien „keinesfalls von solchem Nachdruck, Überzeugung und vernünftigem Nachdenken […wie diejenigen von Telemann und Graun…] Das vernünftige Feuer eines Telemanns hat auch in Deutschland diese ausländische Musikgattungen bekannt und beliebt gemacht […] Dieser geschickte Mann hat sich auch sehr oft in seinen Kirchensachen derselben mit guter Wirkung bedienet, und durch ihn haben wir die Schönheit und die Anmut der französischen Musik mit nicht geringem Vergnügen empfunden“. Auch Mizler, Agricola und Quantz lobten Telemanns Verwendung fremder Einflüsse.
Während seines Hamburger Lebensabschnitts, nachdem Händel nach England ausgewandert war, galt Telemann als bekanntester Komponist der deutschsprachigen Welt. Besondere Wertschätzung erfuhr seine geistliche Musik, die nicht nur an seinen Wirkungsstätten, sondern in vielen weiteren nord-, mittel- und süddeutschen Gemeinden, teilweise auch im Ausland, Anklang fand. Der Musikkritiker Jakob Adlung schrieb 1758, es gebe kaum eine deutsche Kirche, in der Telemanns Kantaten nicht aufgeführt würden. Einige Kirchenkantaten, die Johann Sebastian Bach im Bachwerke-Verzeichnis zugeschrieben wurden, konnten von der Forschung seither als Werke Telemanns identifiziert werden, so die Kantate BWV 141 „Das ist je gewisslich wahr“ und BWV 160 „Ich weiß dass mein Erlöser lebt“. — Friedrich Wilhelm Zachariä bezeichnete Telemann in einem Vergleich mit Bach als „Vater der heiligen Tonkunst“. Nach einigem erfolglosem anfänglichem Widerstand fand letztendlich auch der „theatralische“ Stil des Kirchenkomponisten allgemeinen Beifall.
Zu den kritisch betrachteten Aspekten von Telemanns Schaffen gehörte die von Mattheson missbilligte musikalische Umsetzung von Natureindrücken. Anders als bei der nach dem Tode Telemanns einsetzenden Kritik an der Tonmalerei ging es Mattheson vor allem darum, die Musik als menschliche Ausdrucksform vor der Beschreibung der „unmusikalischen“ Natur zu bewahren. Die ungewohnte Harmonik wurde unterschiedlich aufgenommen, aber als Mittel zur Unterstreichung des Ausdrucks generell akzeptiert. Teilweise getadelt wurde die Komik und der Mangel an „Schamhafftigkeit“ (Mattheson) von Telemanns Opern, ebenso die damals gebräuchliche Mischung von deutschen und italienischen Texten.

### Posthume Abwertung

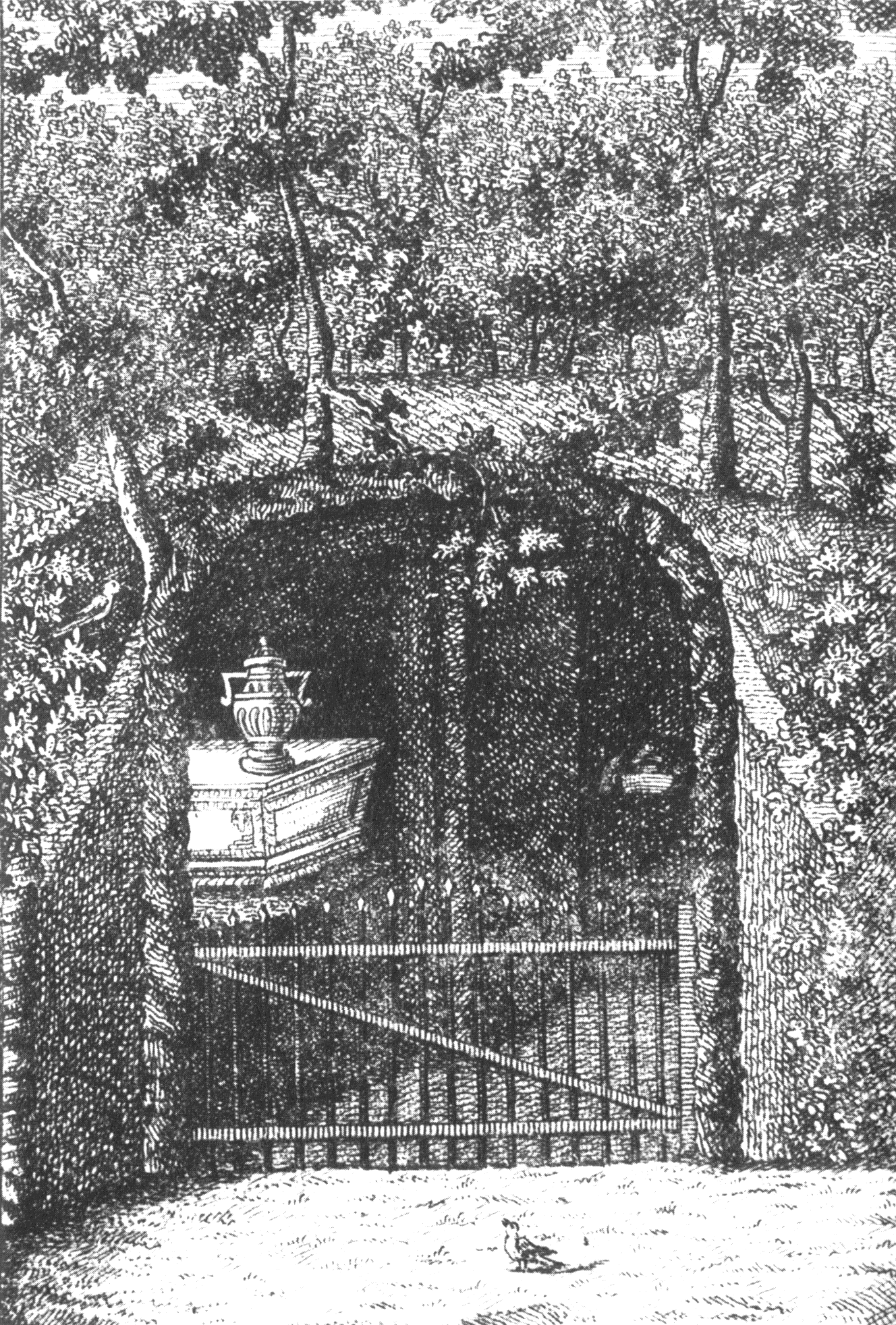
Die Stadt Hamburg widmete Telemann ein monumentales Grabdenkmal im altrömischen Stil, das im Park des Etatrats Carl Friedrich Richardi errichtet wurde (Kupferstich von 1781). Wahrscheinlich existierte es bereits 1796 nicht mehr.

In der Literatur kam es im Laufe des 18. Jahrhunderts zu einer Abwendung vom Barock zu Gunsten der Beschreibung der Gefühle des Menschen, dementsprechend in der Musik zunehmend zur Ablehnung von Einzelwort- und Affektausdeutung. Drei Jahre nach Telemanns Tod lobte der Hamburger Gymnasialprofessor Christoph Daniel Ebeling zwar vor dem Hintergrund eigener Kenntnis von Telemanns Werken dessen Ideenreichtum, die „Leichtigkeit und Natur“ in den Melodien und die „contrapunktischen Künste“, tadelte jedoch, wie bereits vor ihm Johann Mattheson, den spielerischen Aspekt von Telemanns „musikalischen Mahlereyen“, worin ihm unter anderem Johann Georg Sulzer, Johann Friedrich Reichardt und Gotthold Ephraim Lessing folgten. Oft aufgegriffen wurde zudem sein Vorwurf der übermäßigen Produktivität des „Polygraphen“ Telemann, die der Qualität abträglich sei, was im Kontext des veränderten Begriffs des musikalischen Kunstwerks seine Ursache hatte: An die Stelle der der Aufklärung verpflichteten Intention „zu nutzen und zu belustigen“ mit dem Zielpublikum der „Kenner und Liebhaber“ trat die „Selbstzweckhaftigkeit“.
1782 errichtete Etatsrat Carl Friedrich Richardi in seinem Park in Hamburg-Horn ein Denkmal für Telemann, das jedoch bereits 1796 nicht mehr existiert haben dürfte. Christian Friedrich Daniel Schubart lobte 1784/85 während seiner Festungshaft Telemann als „ersten Tonsetzer Europas“, wobei er die Notwendigkeit der Kenntnis der Originalwerke für die Beurteilung betonte. Aufführungen von Werken Telemanns konzentrierten sich zu jener Zeit auf Hamburg, insbesondere unter Telemanns Amtsnachfolger Carl Philipp Emanuel Bach, und Riga, wo Telemanns Enkel Georg Michael als Kantor und Musikdirektor der Stadtkirchen und Lehrer der Domschule wirkte und Telemanns Werke bearbeitend dem Zeitgeschmack anpasste, sonst sind sie nur punktuell festzustellen. Nach 1800 „wurde es still um Telemann“.

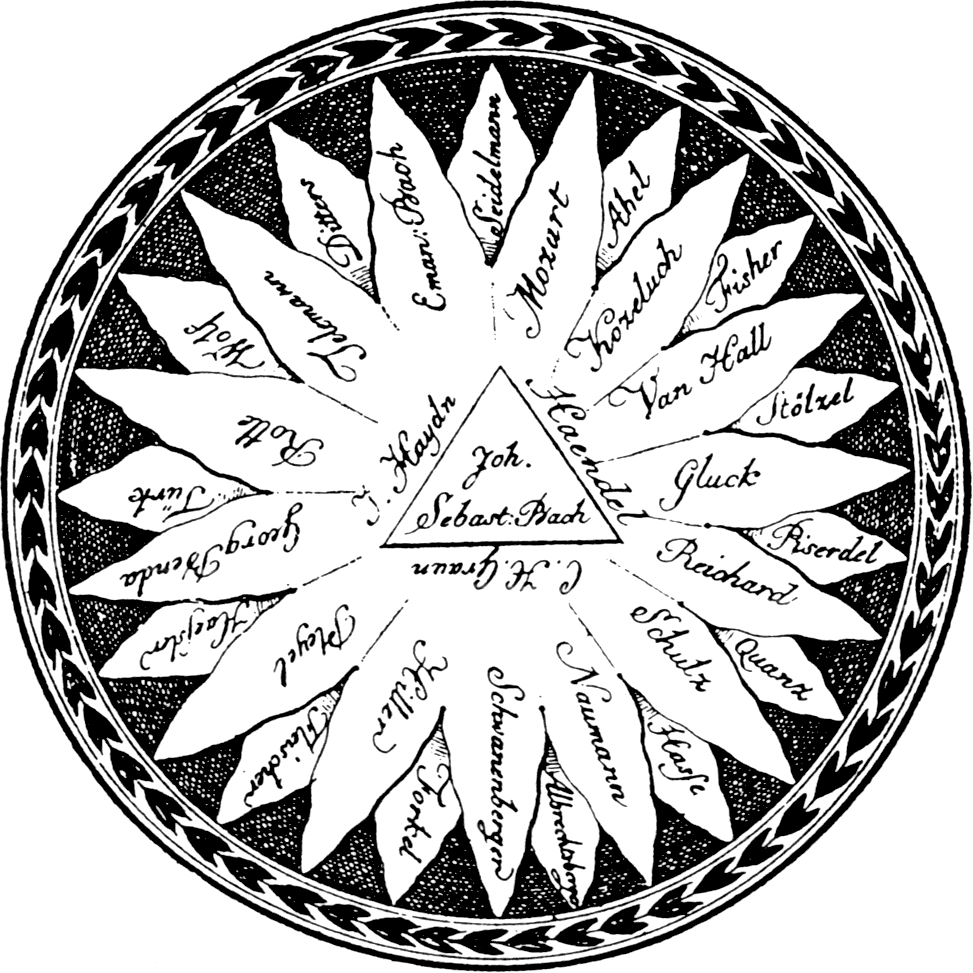
Ausschnitt aus einem gegen Ende des 18. Jahrhunderts erschienenen Kupferstich des englischen Organisten Augustus Frederick Christopher Kollmann. Der Autor zählte Bach, Händel, Graun und Haydn zu den besten Komponisten; Telemann ist zusammen mit anderen Musikern, darunter Mozart, zweitrangig eingeordnet.

François-Joseph Fétis erwähnte in seiner Biographie universelle des musiciens (1834–1835), dass er im Besitz vieler Telemann-Manuskripte für die Kirche sei. In Pariser Konzerten dieser Zeit wurde Telemanns Werk jedoch nicht berücksichtigt, auch nicht in der zweiten Hälfte des Jahrhunderts, als Corelli, Lully und Rameau neben Bach und Händel durch Pariser Symphonieorchester zur Aufführung gelangten.
In Wien führte Raphael Georg Kiesewetter, Mitbegründer der Gesellschaft der Musikfreunde in Wien und Initiator einer privaten Hausmusikreihe mit Alter Musik, 1824, 1828 und 1832 Der Tod Jesu TVWV 5:6 jeweils zur Osterzeit auf. Im Konservatorium der Gesellschaft (heutige Universität für Musik und darstellende Kunst Wien) war Telemann „während des ganzen 19. Jahrhunderts Unterrichtsstoff“.
Inzwischen waren Telemanns Partituren von Georg Michael in den Besitz des Musikaliensammlers Georg Poelchau übergegangen. 1841 gelangten sie mit Poelchaus Sammlung nach dessen Tod durch Kauf zum „Musikalischen Archiv“ an der „Königlichen Bibliothek zu Berlin“, der heutigen Staatsbibliothek, wo sie der Quellenforschung zur Verfügung standen.
Vereinzelt erschienene Artikel über Telemann als Kirchenmusik- und Opernkomponisten zeigen im 19. Jahrhundert mangelnde Kenntnis der Musik, ebenso Lexikonartikel, die zwar in allen wichtigen musikalischen Nachschlagewerken deutscher Sprache zu finden sind, aber lediglich auf den Autobiographien und einer Versteigerungsanzeige basieren und die Schmähung des „Polygraphen“ fortführen. Ab der Jahrhundertmitte gab es die Tendenz, die im 19. Jahrhundert entwickelten und geltenden Maßstäbe auf Telemann anzuwenden, in den folgenden Jahrzehnten die „Konsolidierung, Potenzierung und Verabsolutierung der Kritik“.
Seit den Beiträgen zur Geschichte des Oratoriums des Bach-Biographen Carl Hermann Bitter von 1872 wurde als Maßstab für Telemann Johann Sebastian Bach herangezogen, dem eine „geradezu gnadenlose Verherrlichung“ zuteilwurde. In deutsch-nationalem Sinne wurde die „Tiefe und Ernsthaftigkeit“ der „wahren“ Musik Bachs etwa gegen „die Sinne reizende, oberflächliche“ italienische Musik ausgespielt. Bach- und Händelforscher bemängelten nun allzu realistische Darstellungen des Leidenschaftlichen und Erregten bei Telemann und schlossen aus affektvollem Theaterstil und orchestraler „Situationsschilderung“ in der Kirchenmusik auf mangelnden religiösen Ernst. Philipp Spitta bemühte sich zwar um eine gewisse Werkkenntnis, fokussierte allerdings beim Vergleich mit Bach auf Telemanns Kantatenproduktion, um einen gravierenden Qualitätsunterschied zu postulieren, dabei unterlief ihm der Fehler, Telemanns Werk Ich weiß, dass mein Erlöser lebt (BWV 160) als Komposition Bachs zu preisen. Telemann hatte die Funktion einer „negativen Kontrastfigur“ Bachs.

„…allein da sein [Telemanns] Talent für das Großartige wenig ergiebig war, so bleibt er auch hier im Alltäglichen sitzen, oder bringt es mit der krampfhaften, stimm- und chorwidrigen Gesangsbehandlung […] nur zur Carricatur. […Die Komposition fällt] gänzlich ab gegen die hohe Originalität und quellende Frische der Bachschen Musik.“

Bis zum Ende des 19. Jahrhunderts verschärfte sich die Wortwahl der Bemängelung von Telemann. Laut Ernst Otto Lindner schuf er „keine künstlerischen Schöpfungen sondern Fabrikwaare“. Die Kritik übertrug sich auch auf seine Person: Lindner etwa verurteilte Telemann ob seiner Autobiografien und der Wahl seines anagrammatischen Pseudonyms Signor Melante als eitel. Weitere kritische Ansichten äußerte Eduard Bernsdorf, der Telemanns Melodien als „sehr häufig steif und trocken“ bezeichnete, auch hier übernahmen andere Musikkritiker diese Formulierung. Hugo Riemann bezeichnete ihn als „das Urbild eines deutschen Komponisten von Amts wegen“. Am Ende des 19. Jahrhunderts war der „Tiefstand im Telemann-Verständnis“ erreicht:

„Telemann kann entsetzlich bummelich schreiben, ohne Kraft und Saft, ohne Erfindung; er dudelt ein Stück wie das andere herunter.“

„In Wirklichkeit war er nur ein Talent der flachsten Art.“

### Rehabilitation
Im späten 19. Jahrhundert setzte jedoch bereits im Zuge der Heimatkunde eine neue Art der Telemann-Rezeption ein, die neben Veröffentlichungen auch Aufführungen mit sich brachte.
1899 nahm eine „unvoreingenommene wissenschaftliche Beschäftigung“ ihren Anfang mit Hugo Riemanns Schrift Die französische Ouverture (Orchestersuite) in der ersten Hälfte des 18. Jahrhunderts, der 1902 eine ausführliche Darstellung des Liederkomponisten durch Max Friedlaender in Das deutsche Lied im 18. Jahrhundert und 1905 des Konzerts durch Arnold Schering in Geschichte des Instrumentalkonzerts bis auf die Gegenwart folgte, in der sich folgende Einschätzung findet:

„Telemanns Konzerte sind von konventionellem Phrasenwerk nicht frei, enthalten aber viel originelle Einfälle und kunstvolle Satzproben und bekunden vor allem eine unerschöpfliche Phantasie.“

1907 brachte Max Schneider das Oratorium Der Tag des Gerichts TVWV 6:8 in der renommierten Reihe Denkmäler deutscher Tonkunst mit einem umfangreichen Vorwort heraus, im selben Jahr Hugo Leichtentritt Kantaten in Deutsche Hausmusik aus vier Jahrhunderten. Es folgten zahlreiche Einzelausgaben, die sich an eine neue Jugend- und Singe-Bewegung richteten, sodass Telemann eine gewichtige Rolle in der Hausmusik und im Kammerorchesterrepertoire zu spielen begann.
1922 veröffentlichte Romain Rolland seine Voyage musical au pays du passé mit Telemanns Biographie, wobei dessen Verhältnis zu französischer Musik und Modernismus gewürdigt wurde. Der Neoklassizismus begünstigte die Einführung Telemanns, auf den nun auch verwiesen wurde in La revue musicale, die Avantgarde wie Repertoire vergangener Zeit gleichermaßen präsentierte.
Erst nach dem Zweiten Weltkrieg begannen Arbeiten zur methodischen Erforschung von Telemanns Gesamtwerk. Im Zuge der nun häufiger erscheinenden Arbeiten über den Komponisten wandelte sich auch die musikgeschichtliche Einschätzung. Hans Joachim Moser schrieb 1952:

„Noch vor wenigen Jahren galt er als platter Vielschreiber, der ‚mehr produziert hat als Bach und Händel zusammen‘ und der sich gerühmt haben soll, er könnte selbst den Torzettel komponieren. Heute steht er dank vieler Neuausgaben als der interessante Meister jener mächtigen Generation gleich hinter Bach und Händel.“

Abwertende Äußerungen finden sich jedoch weiterhin im Musikschrifttum: 1969 bezeichnete Ludwig Finscher Telemann als „angepaßte[n] Komponisten“, der nur selten über „musikalisches Mittelmaß“ hinauskam, 2000 Peter Schleuning als „unternehmerische[n] Publikumsliebling“ von „aalglatte[r] Tüchtigkeit“, Martin Geck schrieb im selben Jahr: „Bach tänzelt vielleicht nicht durch die Reihen wie Telemann“.
1953 gab die Gesellschaft für Musikforschung den ersten Band der Auswahlausgabe von Telemanns Werken heraus. Seit 1955 wurde dieses Projekt von der Musikgeschichtlichen Kommission e. V. unterstützt.

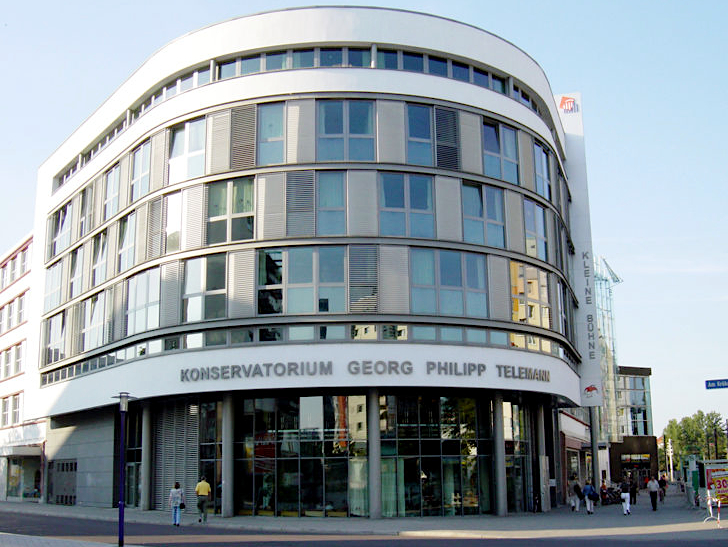
Telemann-Konservatorium in Magdeburg

1961 wurde in Magdeburg der Arbeitskreis „Georg Philipp Telemann“ e. V. gegründet, der sich hauptsächlich der Forschung widmete. Er wurde 1979 unter dem Namen „Zentrum für Telemann-Pflege und -Forschung“ eine Abteilung der Georg-Philipp-Telemann-Musikschule, die ihrerseits im September 2000 in Konservatorium Georg Philipp Telemann umbenannt wurde. 1985 wurde das Telemann-Zentrum zu einer eigenständigen Institution.
Seit 1962 veranstaltet die Stadt Magdeburg zusammen mit dem Arbeitskreis „Georg Philipp Telemann“ die international beachteten Telemann-Festtage, die sich mit zahlreichen Veranstaltungen und Konferenzen gleichermaßen an Musikfreunde, Musiker und Forscher wenden. Daneben verleiht die Stadt jährlich den Georg-Philipp-Telemann-Preis. Auch die städtische Konzerthalle ist nach ihm benannt. In mehreren Städten bildeten sich eingetragene Vereine, die sich sowohl mit der Forschung als auch mit der Praxis befassen. Dazu gehören die „Telemann-Gesellschaften“ in Magdeburg, Frankfurt und Hamburg.
Neben Werkausgaben und weiteren Publikationen wurden auch zahlreiche Tonträger veröffentlicht oder im Rundfunk gespielt. Das erste auf Schallplatte eingespielte Werk von Telemann war ein Quartett aus der Tafelmusik, das 1935 in der französischen Reihe Anthologie sonore veröffentlicht wurde. Dank des Erfolgs der Langspielplatte seit den 1960er Jahren und im Zuge der Entdeckung des wirtschaftlichen Potentials der Barockmusik (und der Alten Musik) wurden bis 1970 etwa 200 Werke von Telemann auf Tonträgern veröffentlicht, was nur einem kleinen Teil des Gesamtwerks entspricht. Bis heute ist seine Instrumentalmusik am besten erschlossen.

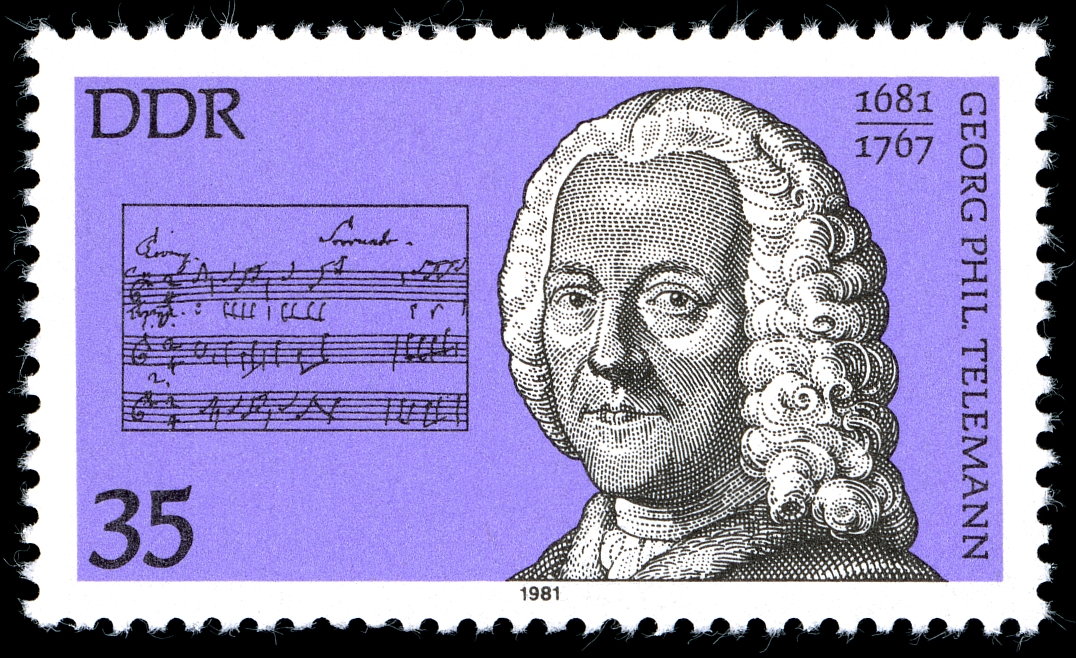

Im Februar 1981 erschien anlässlich des 300. Geburtstages eine Sonderbriefmarke der Deutschen Bundespost. Im Mai 1981 veröffentlichte die DDR-Post in der Reihe Bedeutende Persönlichkeiten ebenfalls eine Sonderbriefmarke.
Im März 1990 wurde ein Asteroid (4246) Telemann genannt.
2011 eröffnete die Hamburger Telemann-Gesellschaft e. V. das Telemann-Museum. Es gilt als erstes Telemann-Museum weltweit. Es dient der Förderung von Kultur und Bildung in Hamburg; zudem gehört es zu seinen Aufgaben, umfassendes Wissen über den Hamburgischen Director Musices, den Kantor der fünf Hauptkirchen der Jahre 1721 bis 1767 und Leiter der Hamburgischen Oper von 1722 bis 1738 zu vermitteln. Das Museum befindet sich in einem Museumsgebäude namens Komponistenquartier (Peterstraße); dort haben auch die Hamburger Telemann-Gesellschaft e. V. und fünf weitere Komponisten-Gesellschaften ihren Sitz und Ausstellungsbereiche. In Magdeburg wurde ihm 2011 mit der Telemann-Stele ein Denkmal gesetzt.
Im Jahr 2013 wurde die Telemann-Stiftung gegründet, um dauerhaft und ausschließlich das Hamburger Telemann-Museum zu fördern. In der Wallonerkirche ist die Telemannglocke ausgestellt, auf der der Vater Telemanns und ein Taufpate namentlich erwähnt sind.

## CD-Gesamt-Einspielungen
- Telemann: Complete Trumpet Concertos: 2005 – Otto Sauter – trumpet – Kammerorchester Mannheim – Nicol Matt – conductor
- Telemann: Tafelmusik: Musica Amphion & Pieter-Jan Belder
- Telemann: Tafelmusik Complete: 2008 – Brüggen, Frans, Coam – Concerto Amsterdam – Frans Brüggen
- Telemann: Complete Tafelmusik: Freiburger Barockorchester – Petra Müllejans, Gottfried von der Goltz
- Telemann: Complete Violin Concertos, Vol. 1 by Georg Philipp Telemann (24. April 2004): 2004 – Elizabeth Wallfisch – L’Orfeo Barockorchester – Michi Gaigg
- Telemann: Complete Violin Concertos, Vol. 2 (27. Februar 2007): 2007 – Elizabeth Wallfisch – L’Orfeo Barockorchester
- Telemann: Complete Violin Concertos Vol.3: 2010 – The Wallfisch Band & Elizabeth Wallfisch
- Complete Violin Concertos Vol.5: 2012 – Elizabeth Wallfisch – The Wallfisch Band
- Telemann: Complete Violin Concertos, Vol. 6: Elizabeth Wallfisch – The Wallfisch Band
- Telemann: Complete Ouvertures, Vol. 2: Collegium Instrumentale Brugense & Patrick Peire
- Telemann: Complete Concertos and Trio Sonatas: 2015 – Cristiano von Contadin & Ensemble Opera Prima
- Telemann: Complete Trio Sonatas: 2008 – Trio Sonatas for Violin, Flute & B.C. – Trio Sonatas for Oboe, Recorder & B.C. – Fabio Biondi, Alfredo Bernadini, Lorenzo Cavasanti – Ensemble Tripla Concordia
- Telemann: Complete Suites and Concertos for Recorder: Erik Bosgraaf Ensemble Cordevento
- Telemann: Complete Orchestral Suites: 2012 – Pratum Integrum Orchestra
- Telemann: Organ Music – Complete Edition (Arturo Sacchetti): 1988 – Arturo Sacchetti
- Telemann: Sivori – The Complete Trios, Romances, Phantasias – Bruno Pignata, Riccardo Agosti, Franco Giacosa: Giuseppe Nalin – Der Harmonische Gottesdienst (Vol. 1)
- Telemann: Complete Orchestral Suites Vol. 1: 2009 – Pratum Integrum Orchestra
- Telemann: V 2: Complete Recorder Music by Georg Philipp Telemann (6. Dezember 1995): 1987 – Rachel Podger – The Duets, Volume II – Glas Pehrsson and Dan Laura, recorders
- Telemann: Complete Orchestral Suites by Georg Philipp Telemann / Pratum Integrum Orchestra (2SACD) (2011) Audio CD: 2011 – Pratum Integrum Orchestra